# 1955
1955 (MCMLV) byl rok, který dle gregoriánského kalendáře započal sobotou.

## Události

### Česko
- 10. leden – Ustavena vyšetřovací komise ÚV KSČ (tzv. Barákova) pro revizi politických procesů.
- 11. únor – První přímý televizní přenos tehdejšího Československa – Hokejové utkání Československo/švédský klub IF Leksand. Ze zimního stadionu Praha-Štvanice (komentoval Vít Holubec, Josef Valchář)
- 11.–14. květen – Ve Varšavě bylo Československo začleněno do vojensko-politického paktu nazvaného Varšavská smlouva
- 2. květen – na Pankráci byli popraveni členové odbojové skupiny bratří Mašínů Václav Švéda, Zbyněk Janata a jejich strýc, bratr Zdeny Mašínové, Ctibor Novák
- 30. červen – ÚV KSČ přijal směrnici k zahájení „druhé vlny“ kolektivizace zemědělství
- 4. prosinec –Vznik nejmladšího města ČR, Havířov (73. tisíc obyvatel). Svým počtem obyvatel je to největší město, které není či nebylo krajským nebo okresním městem.

### Svět
- 18.–24. duben – Proběhla Bandungská konference 29 nezávislých asijských a afrických zemí.
- 15. květen – Ve Vídni podepsána Rakouská státní smlouva, v jejímž důsledku spojenecké armády opouštějí rakouské území a Rakousko získává suverenitu.
- 27. červen – Dopravní letoun Lockheed Constellation izraelské společnosti El Al na pravidelné lince z Londýna do Istanbulu byl nad Bulharskem sestřelen dvěma stíhačkami MiG-15 a všech 58 lidí na palubě zahynulo.
- 26. říjen – Rakouský parlament přijímá ústavní zákon o trvalé neutralitě.
- 28. prosinec – Kim Ir-sen nastiňuje novou severokorejskou ideologii Čučche. Od roku 1972 je zakotvena v ústavě.
- ve Švýcarsku začala invaze plzáka španělského

## Vědy a umění
- 12. duben – Americký virolog Jonas Salk uveřejnil objev vakcíny proti obrně.
- 20. listopadu
  - Společnost RCA koupila od Sun Records nahrávací kontrakt Elvise Presleyho. Za práva dali neuvěřitelných a bezprecedentních 35,000 dolarů.
  - Americký rock’n’rollový zpěvák, textař a kytarista žánru rhytm’n’blues a rokenrolu Bo Diddleyho se představuje v televizní Ed Sullivan Show
- 25. listopadu – Premiéra filmu režiséra Zemana Anděl na horách s Jaroslavem Marvanem
- Firma Tappan představila první mikrovlnnou troubu pro domácí použití, ale stále je to obrovská a drahá luxusní věc.
- Automobilka Škoda začala vyrábět vůz Škoda 440; Spartak
- Byl objeven chemický prvek mendelevium.

## Nobelova cena
- Nobelova cena za fyziku – Willis Eugene Lamb, Polykarp Kusch
- Nobelova cena za chemii – Vincent du Vigneaud
- Nobelova cena za fyziologii a lékařství – Hugo Theorell
- Nobelova cena za literaturu – Halldór Kiljan Laxness
- Nobelova cena za mír – (Cena neudělena, finanční část vložena do zvláštního fondu Nobelovy ceny míru.)

## Narození

### Česko
- 1. ledna
  - Igor Kučera, český biochemik

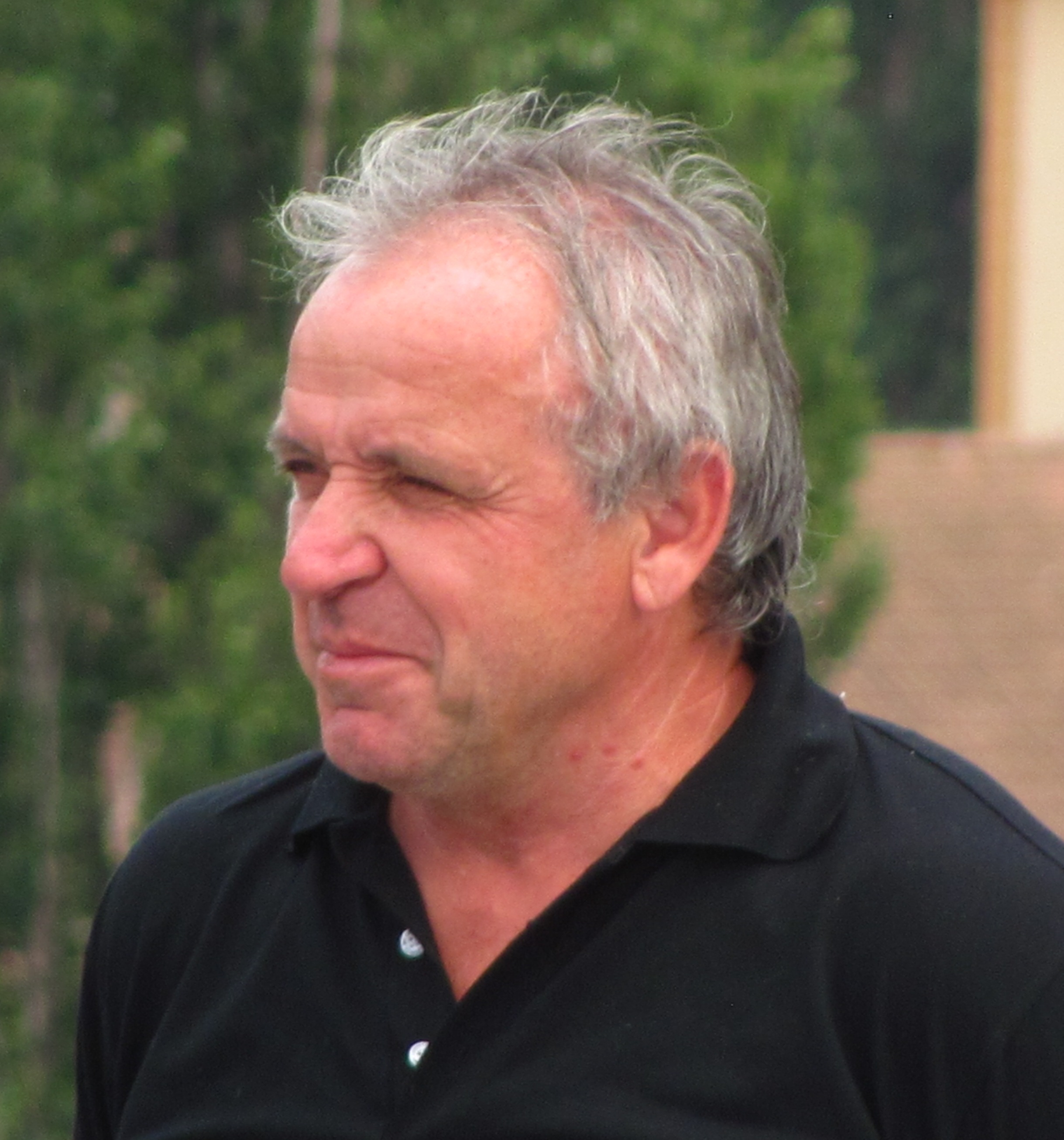
Ladislav Vízek (* 22. ledna)

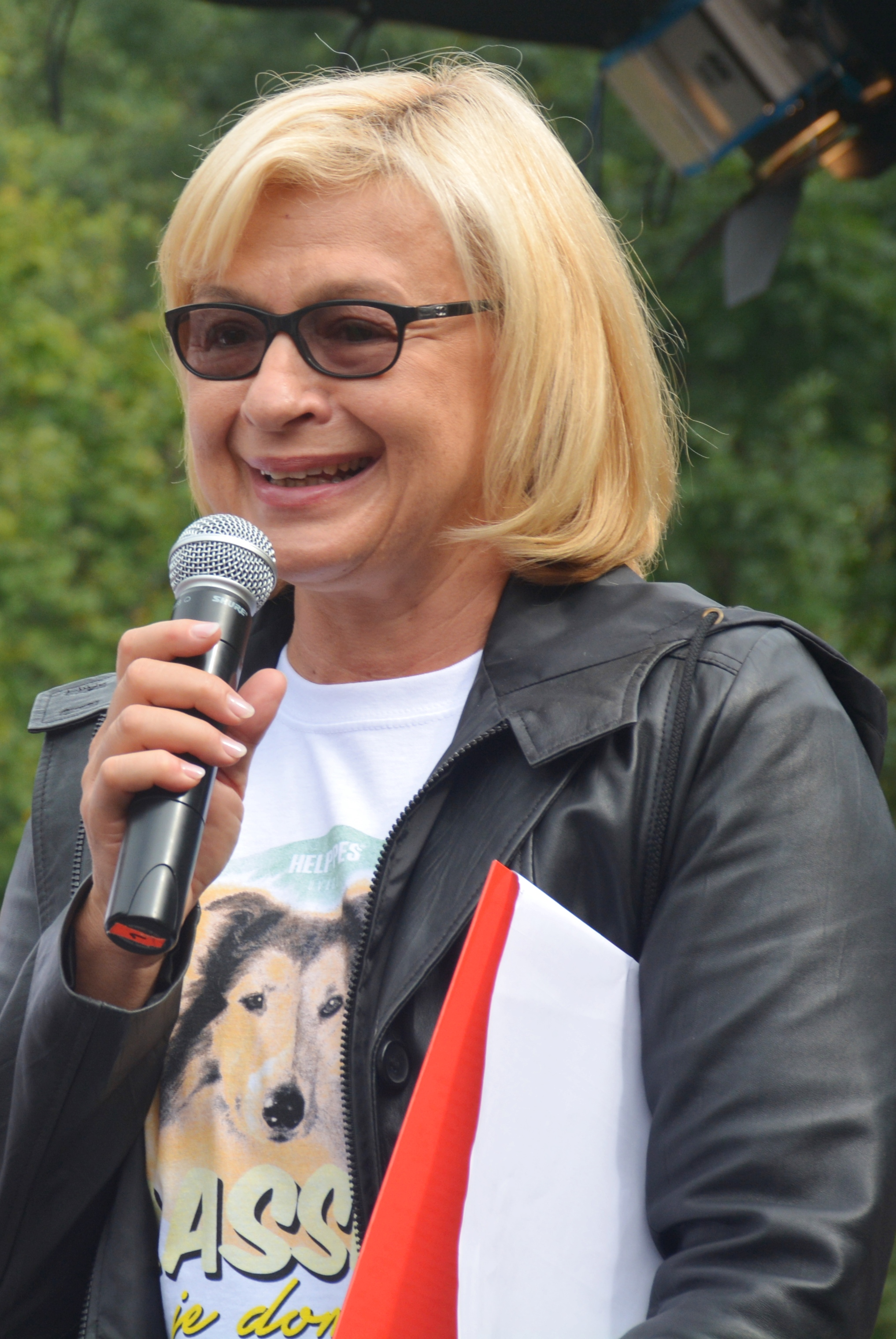
Jana Paulová (* 19. února)

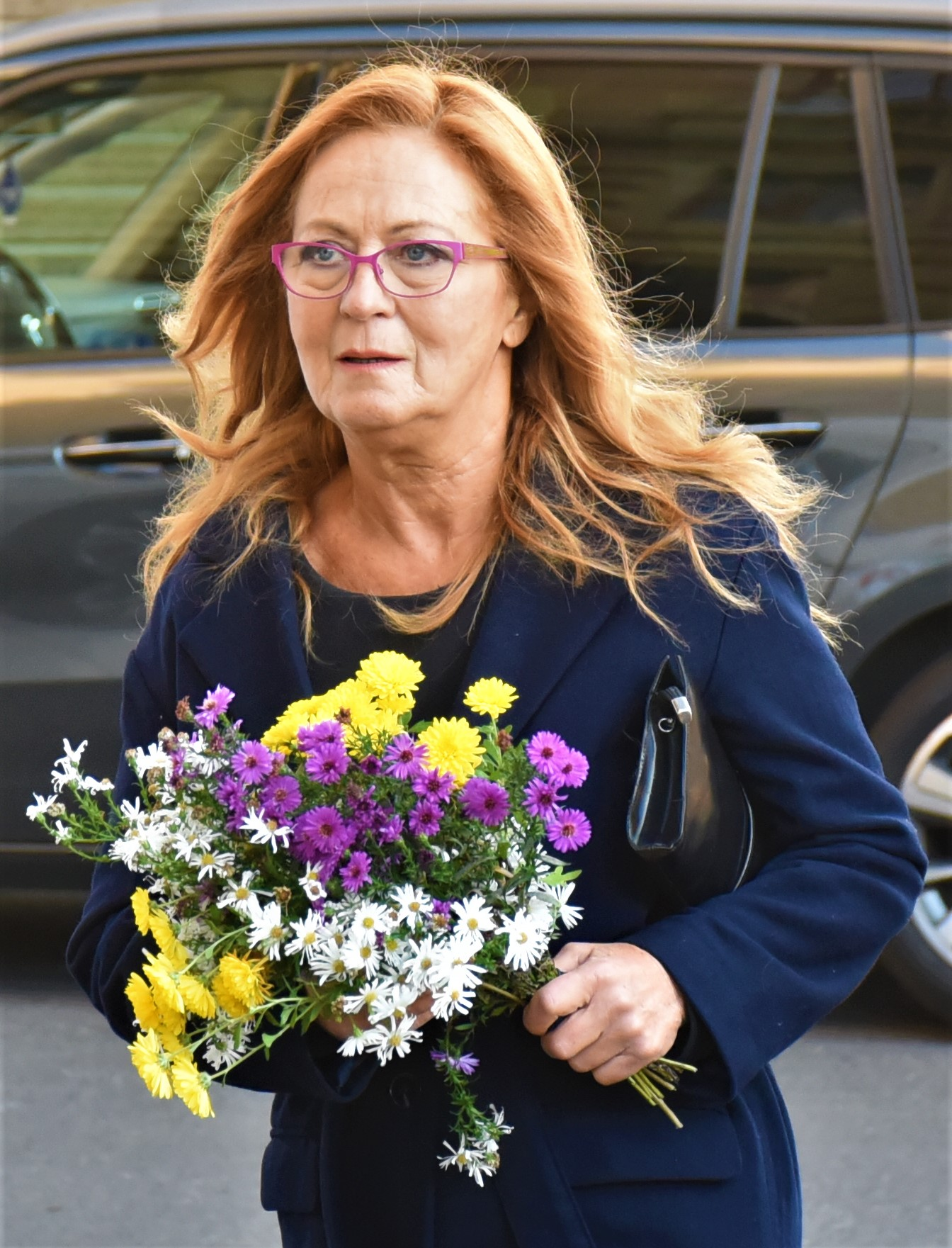
Simona Stašová (* 19. března)

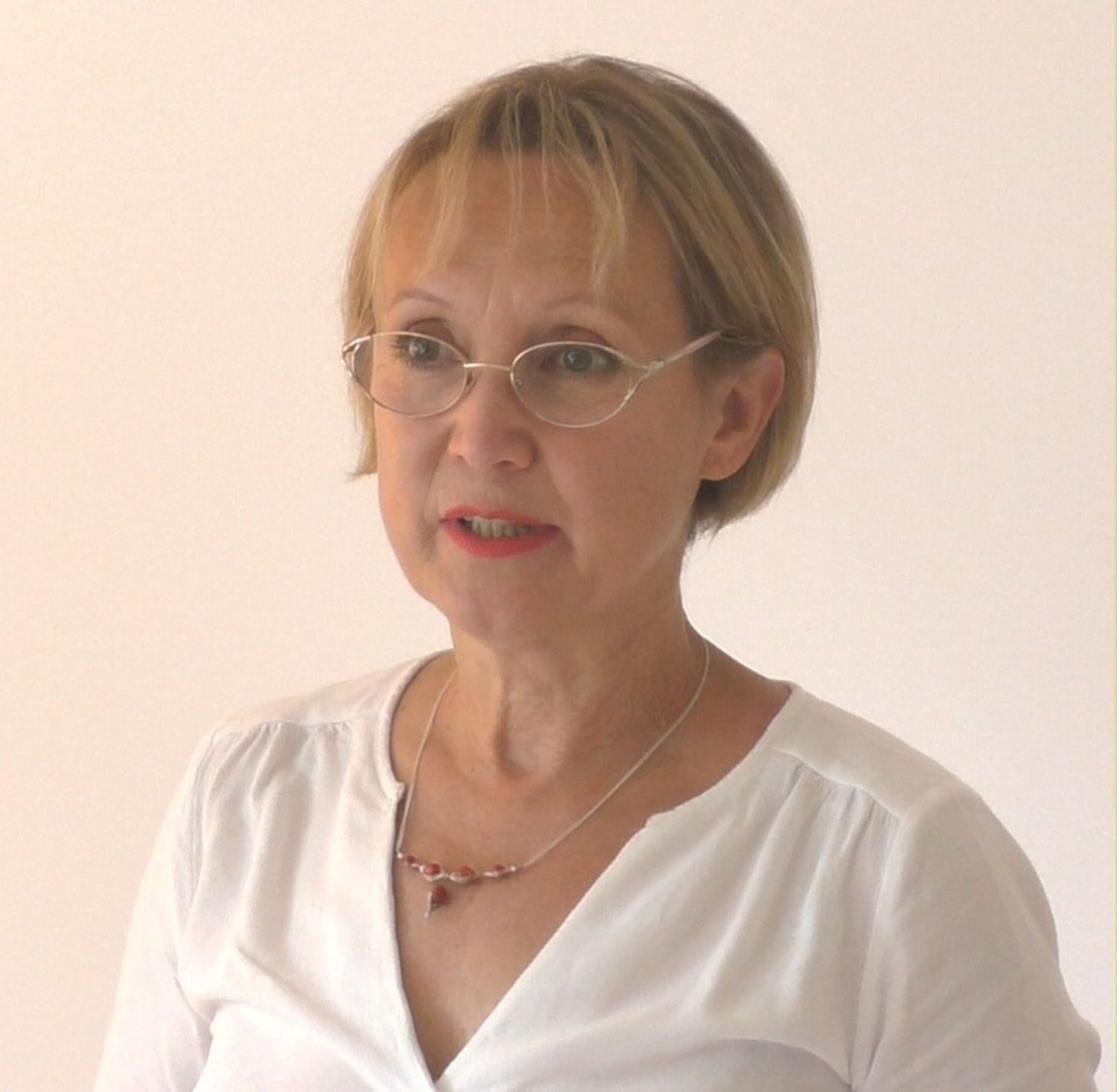
Milena Steinmasslová (* 21. března)

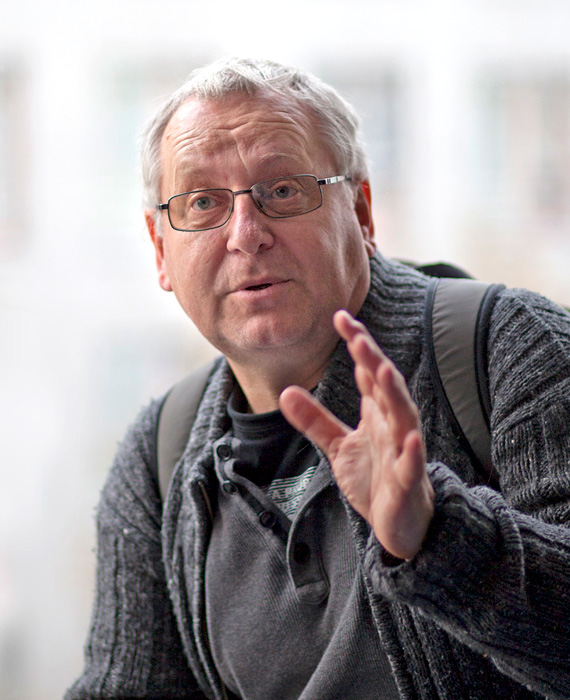
Václav Cílek (* 11. května)

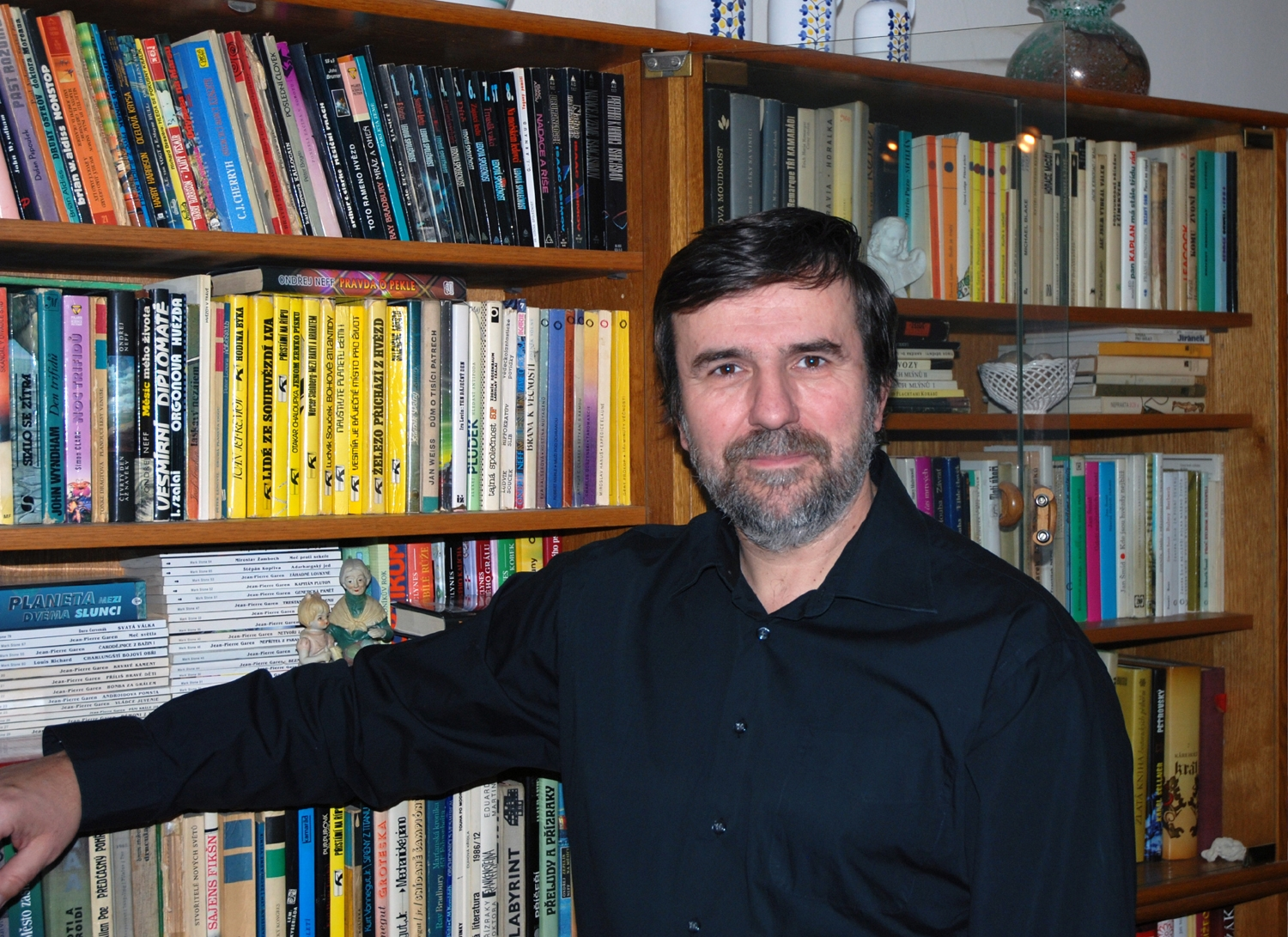
Vlastimil Vondruška (* 9. května)

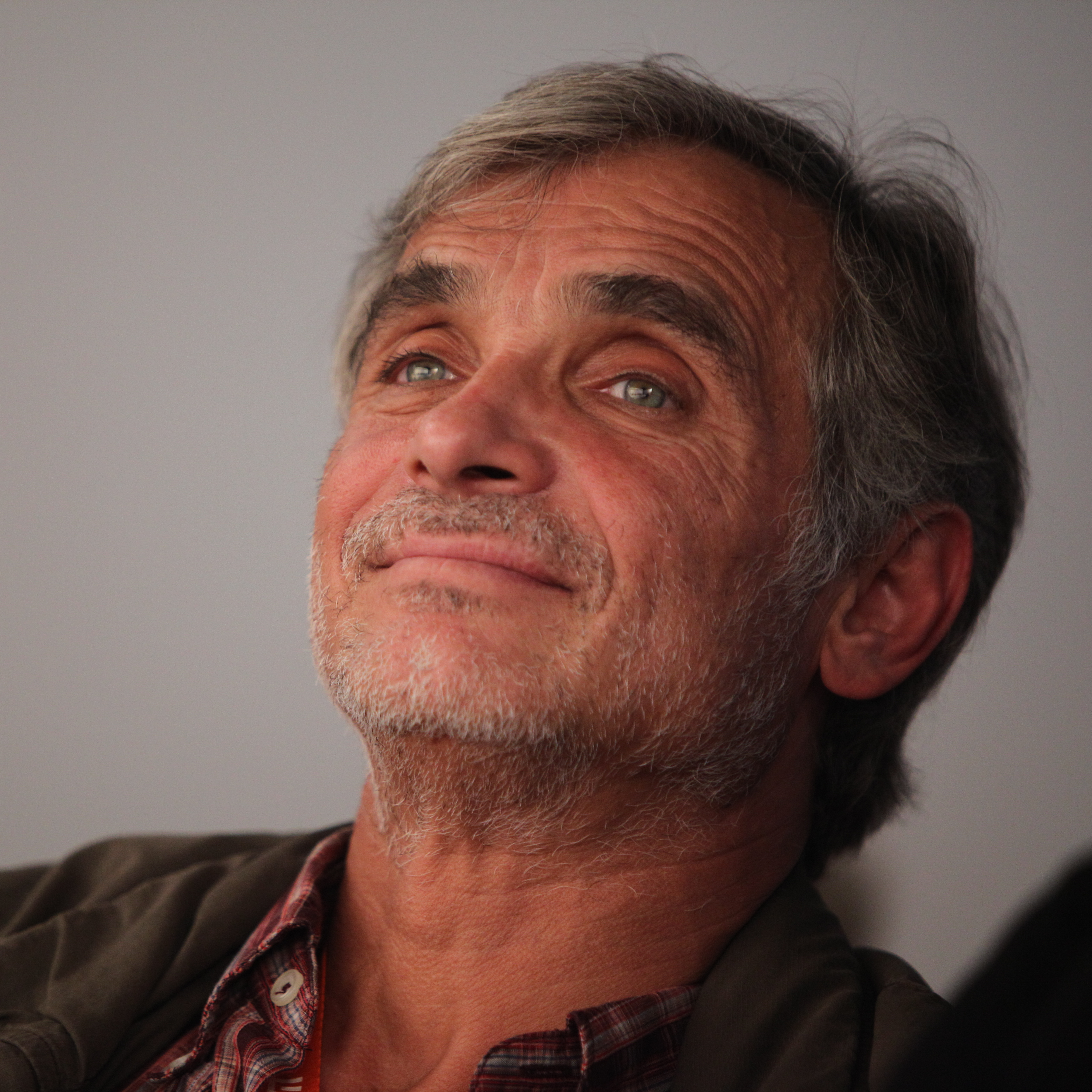
Oldřich Kaiser (* 16. května)

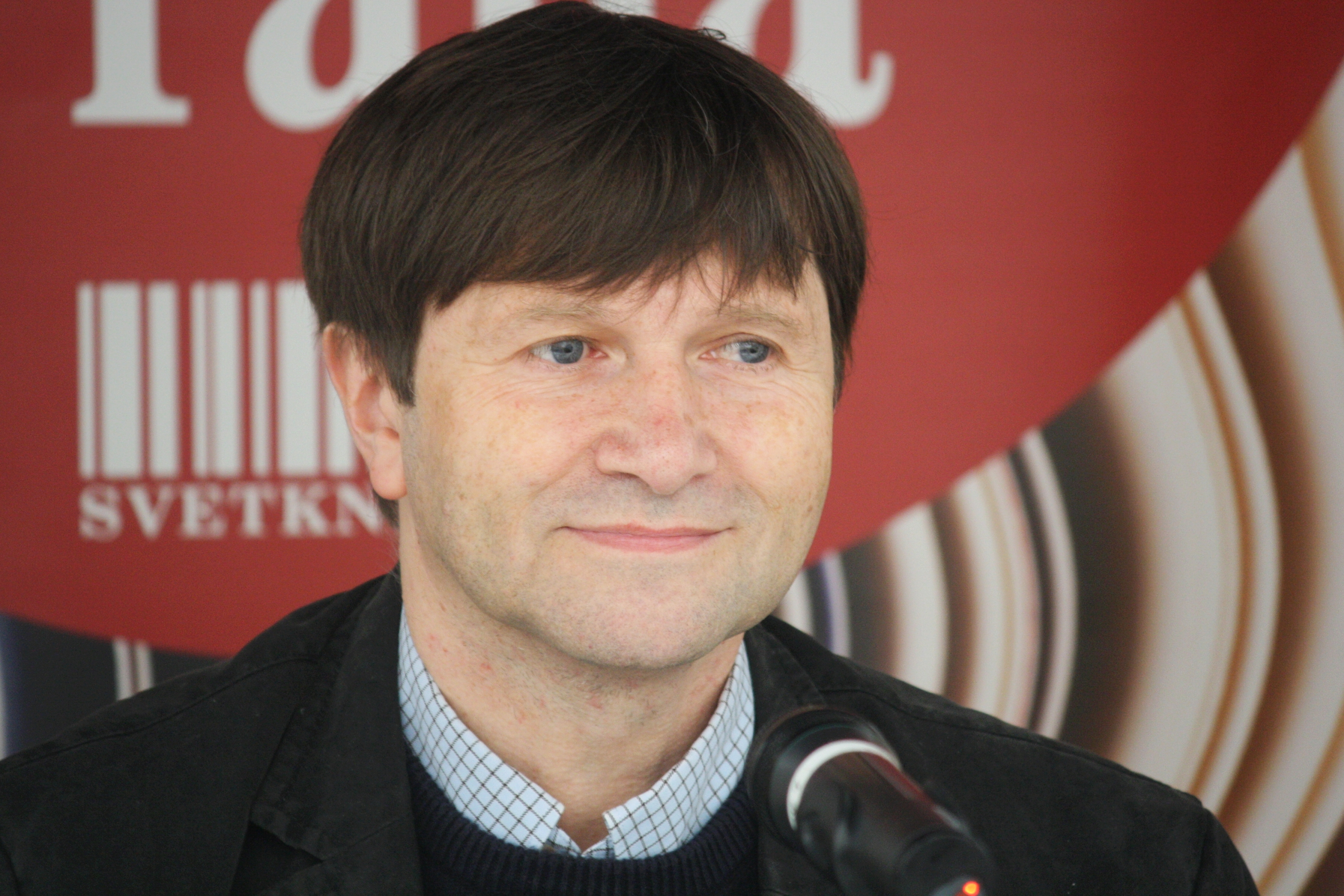
Jan Hrušínský (* 9. června)

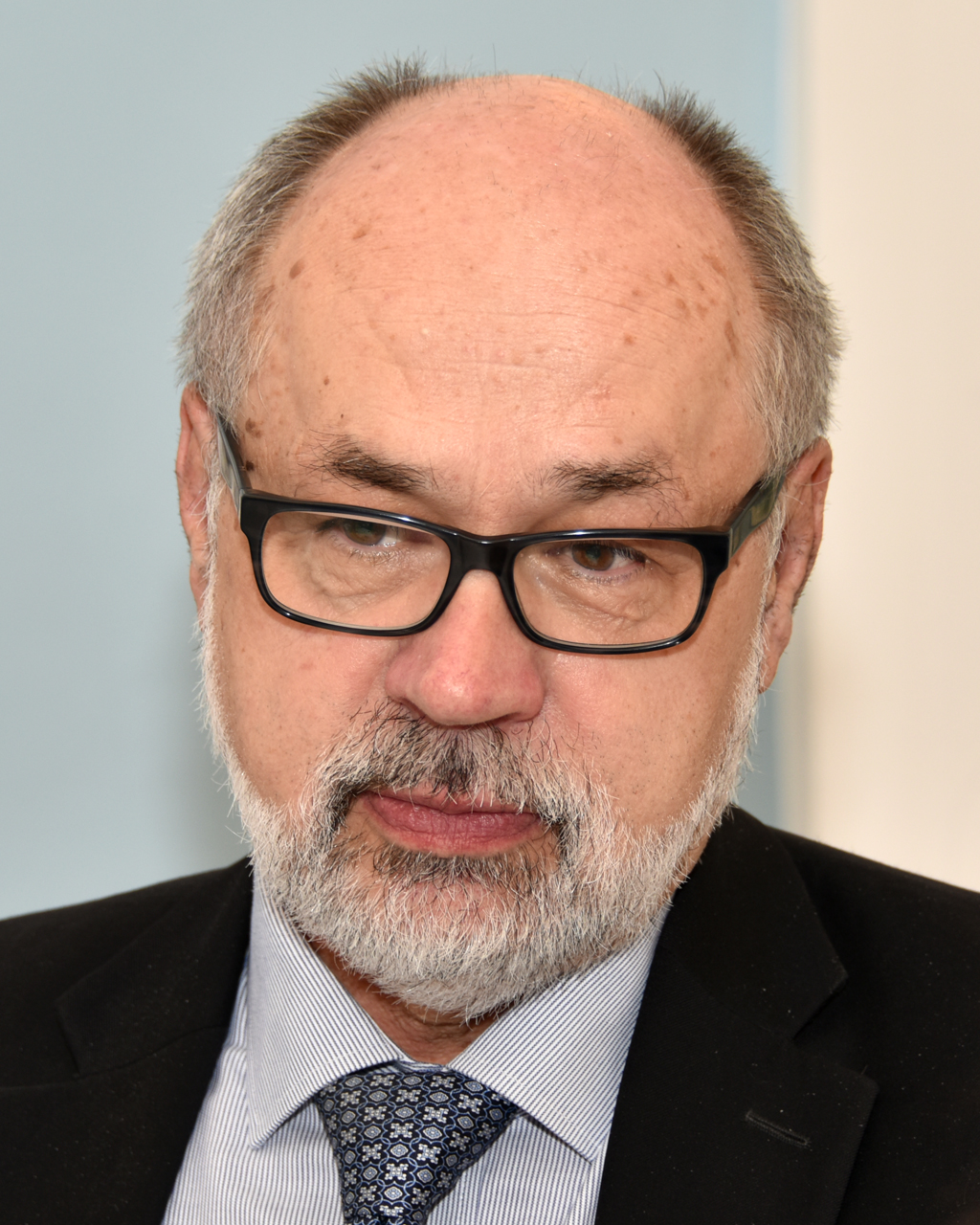
Jiří Pehe (* 26. srpna)

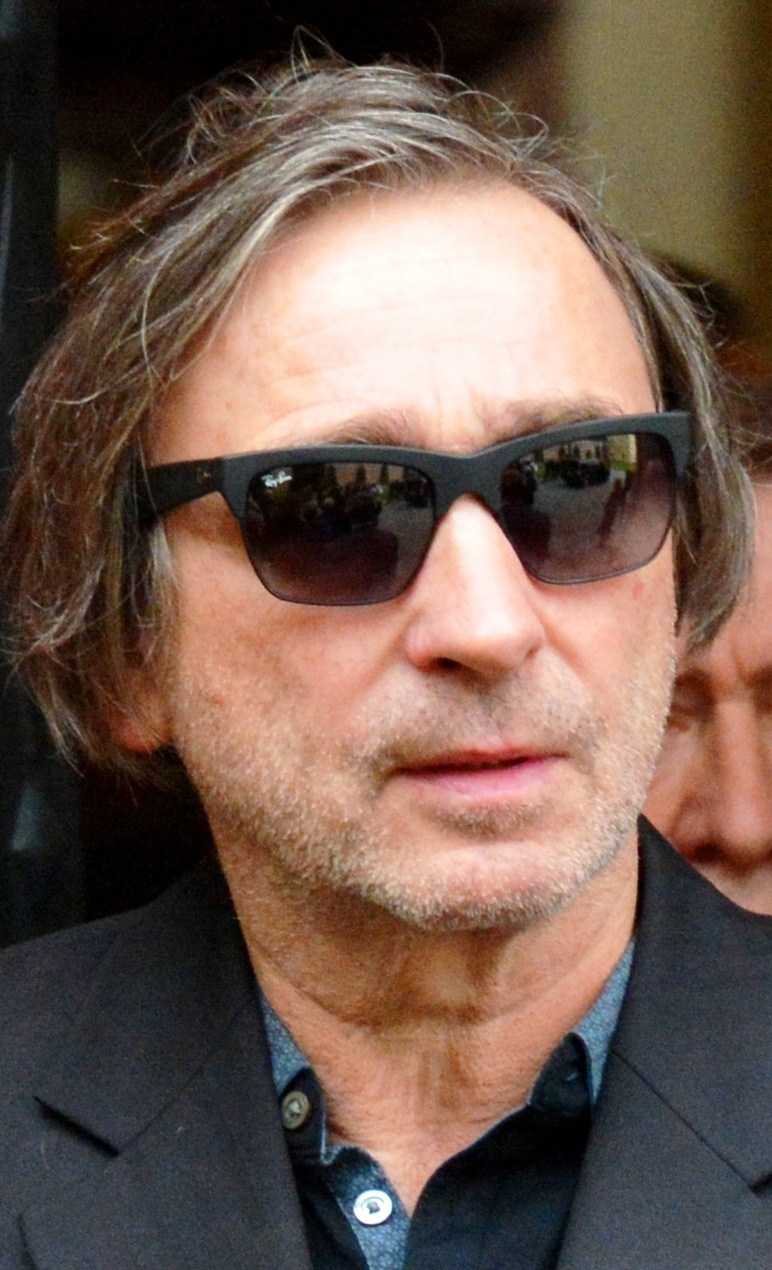
Ondřej Pavelka (* 10. září)

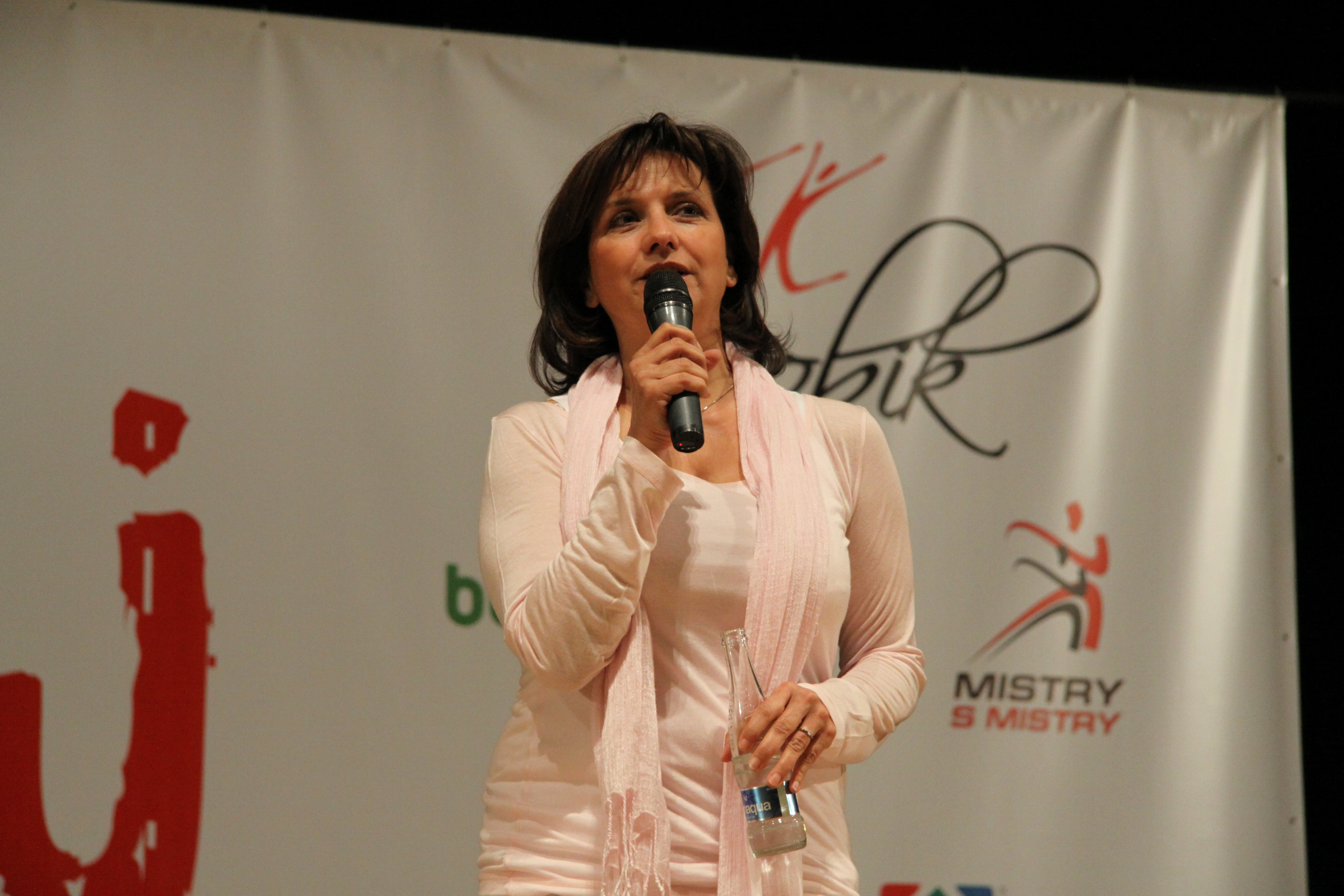
Veronika Freimanová (* 24. září)

  - Jana Vaňhová, hejtmanka Ústeckého kraje
- 3. ledna – Jindřich Vacek, spisovatel
- 5. ledna – Zdeněk Němeček, český hudebník
- 9. ledna – Jan Jirásek, hudební skladatel
- 12. ledna – Petr Koťátko, český filosof a spisovatel
- 13. ledna – Vojtěch Filip, předseda Komunistické strany Čech a Moravy
- 16. ledna
  - Jan Bártů, český moderní pětibojař, olympijský medailista
  - Zdeněk Fink, politik a lékař, primátor města Hradce Králové
- 17. ledna – Ivan Březina, architekt
- 22. ledna – Ladislav Vízek, fotbalista
- 23. ledna – Jan Keller, sociolog, filozof, publicista, environmentalista a politik
- 26. ledna – Jaroslav Suchánek, český fyzik a politik
- 31. ledna – Martin Patřičný, výtvarník a spisovatel
- 16. února – Peter Kováč, český kunsthistorik a umělecký kritik
- 19. února – Jana Paulová, herečka
- 24. února – Helena Krmíčková, historička
- 1. března – Petr Gratias, spisovatel, hudebník a hudební publicista
- 2. března – Václav Koubek, český písničkář a harmonikář, spisovatel, herec a režisér
- 4. března
  - František Brožík, český politik, místopředseda Poslanecké sněmovny PČR
  - Jiřina Korčáková, herečka
- 5. března – Arnošt Pátek, zpěvák, kytarista a skladatel († 9. dubna 2009)
- 10. března – Slavomír Lener, hokejista a reprezentační trenér
- 15. března – Jan Kameníček, spisovatel
- 19. března – Simona Stašová, herečka
- 21. března
  - Halina Pawlowská, česká spisovatelka
  - Milena Steinmasslová, herečka
- 1. dubna – Čeněk Pavlík, český houslový virtuóz
- 3. dubna – Lubomír Müller, spisovatel, publicista, klavírista, fotograf
- 4. dubna – Dana Kyndrová, dokumentární fotografka
- 8. dubna – Petr Bratský, český politik, senátor, starosta
- 9. dubna – Jaroslav Jiran, spisovatel sci-fi a fantasy literatury
- 12. dubna – Marcela Levinská, česká malířka
- 15. dubna – Miloš Vojtěchovský, umělec v oblasti počítačového umění a grafiky
- 16. dubna
  - Martin Filipec, český oftalmolog a vědec
  - Alipi Kostadinov, český cyklista, bronzová na OH 1980
  - Jaromír Krosch, český výtvarník
- 20. dubna
  - Martin Bezouška, scenárista a dramaturg
  - Jan Royt, historik umění
- 4. května – Karel Eliáš, právní vědec a český komercialista
- 5. května – Jana Vlachová, česká houslistka
- 7. května
  - Pavla Topolánková, bývalá manželka Mirka Topolánka, podnikatelka, politička
  - Milan Hlavačka, český historik
- 9. května – Vlastimil Vondruška, historik, publicista a spisovatel
- 15. května
  - Martin Kraus, rockový zpěvák a frontman skupiny Krausberry
  - David Vejražka, herec
  - Jaroslav Hložek, divadelník,  knihkupec a politik
- 16. května – Oldřich Kaiser, herec a komik
- 20. května – Jaromír Plíšek, cestovatel, spisovatel a diplomat
- 25. května
  - Honza Volf, básník, kreslíř a prozaik
  - Michal Hejný, herec († 22. října 1996)
- 5. června – Jana Janěková, herečka, režisérka, fotografka
- 8. června – Froso Tarasidu, česká zpěvačka řeckého původu
- 9. června – Jan Hrušínský, herec
- 15. června – Vojtěch Mornstein, biofyzik a spisovatel
- 19. června – Helena Friedrichová, herečka († 4. února 2002)
- 25. června – Ladislav Verecký, novinář, fejetonista, překladatel a spisovatel († 21. dubna 2010)
- 27. června – Michal Barda, házenkář
- 28. června – Jenny Nowak, spisovatelka
- 30. června – František Tomík, grafik a výtvarník
- 1. července – Michael Kuneš, český politik
- 2. července
  - Pavel Kováčik, předseda poslaneckého klubu KSČM
  - Dušan Navrátil, politik, ředitel Národního bezpečnostního úřadu
- 9. července – Jiřina Salaquardová, básnířka, novinářka a autorka knih pro děti
- 10. července – Milan Langer, český klavírista a hudební pedagog
- 13. července – Jiří Kolšovský, český hudebník († 17. srpna 1998)
- 21. července – Jozef Kubinyi, ministr zdravotnictví ČR
- 23. července – Ivo Šmoldas, básník, publicista, scenárista, moderátor a překladatel
- 26. července
  - Jiří Brůna, básník
  - Václav Vochoska, veslař, bronzová na OH 1976 a 1980
- 29. července – Eva Nováková, česká politička († 4. ledna 2007)
- 30. července – Stanislav Huml, sociálnědemokratický politik a bývalý policista
- 31. července – Pavel Boček, historik
- 8. srpna – Mojmír Maděrič, herec, hudebník
- 12. srpna – Milena Vicenová, veterinární lékařka, ministryně zemědělství ČR
- 15. srpna – Petr Kofroň, hudební skladatel
- 20. srpna – Jiří Hošek, klavírista, violoncellista a hudební pedagog
- 26. srpna – Jiří Pehe, český politolog a spisovatel
- 1. září – Jaroslava Kretschmerová, herečka
- 2. září – Karel Randák, generál, ředitel civilní rozvědky, prezidentský kandidát 2012
- 3. září
  - Marta Hrachovinová, herečka
  - Vladimír Šlajch, český stavitel varhan
  - Blanka Táborská, zpěvačka
- 7. září – Pavel Roth, český zpěvák, skladatel a kytarista
- 8. září – Jiří Tabák, gymnasta, držitel bronzové medaile z OH v Moskvě 1980
- 10. září – Ondřej Pavelka, herec, režisér, scenárista a dramaturg
- 14. září – Lev XIV. (Robert Francis Prevost), papež zvolen 8.5. 2025 po 4. volbě
- 16. září – Jiří Jelínek, právní teoretik a profesor v oblasti trestního práva
- 18. září – Jiří Honajzer, český politik
- 19. září – Vlastimil Tlustý, český politik, ministr financí
- 20. září – Josef Nedorost, herec († červenec 2020)
- 24. září – Veronika Freimanová, herečka
- 13. října – Václav Upír Krejčí, bavič, herec, zpěvák, scenárista, režisér a spisovatel
- 14. října – Stanislav Bernard, český podnikatel v oblasti pivovarnictví a médií
- 22. října – David Gruber, psycholog
- 25. října – Jaroslav Krákora, český lékař a levicový politik
- 30. října – Jan Antonín Pitínský, básník, spisovatel, dramatik a divadelní režisér
- 2. listopadu – Jiří Máška, český malíř
- 5. listopadu – Václav Cílek, český geolog, klimatolog,[1] spisovatel, filosof
- 8. listopadu – Antonín Kinský, člen bývalého šlechtického rodu Kinských z Vchynic a Tetova († 28. května 2012)
- 13. listopadu – Stanislav Štefl, český astronom
- 16. listopadu – Jan Kryčer, moravský politik
- 19. listopadu – Michal Blažek, sochař, restaurátor, pedagog († 2. srpna 2025)
- 20. listopadu – Jan Vedral, český dramatik a teatrolog
- 21. listopadu – Yvonna Gaillyová, česká environmentalistka a ekoložka
- 26. listopadu – Oldřich Vlasák, primátor Hradce Králové, místopředseda Evropského parlamentu († 12. října 2024)
- 27. listopadu
  - Jiří Baumruk, basketbalista, trenér, sportovní funkcionář
  - Jan Berger, československý fotbalový reprezentant
- 29. listopadu – Julie Jurištová, herečka
- 3. prosince – Jiří Sobotka, český sochař
- 5. prosince – Martin Učík, herec († 8. srpna 2025)
- 7. prosince – Štefan Britvík, sbormistr a dirigent
- 14. prosince – Jiří Koskuba, český lékař a politik
- 18. prosince – Tomáš Kvapil, ministr pro místní rozvoj ČR († 28. listopadu 2022)
- 23. prosince – Irena Konvalinová, herečka
- 24. prosince
  - Jaroslav Kučera, historik
  - Alena Ambrová, česká herečka († 20. prosince 2010)
- 29. prosince
  - Petr Rímský, komediant, český písničkář a kytarista
  - Pavel Složil, tenista a tenisový trenér
- 31. prosince
  - Alena Hanzlová, architektka, fotografka a kurátorka
  - Oldřich Selucký, spisovatel, scenárista, malíř a ilustrátor
- ? – Jiří Barhoň, katolický kněz , humorista a spisovatel
- ? – Milan Kohout, česko-americký performer, básník a spisovatel

### Svět
- 1. ledna

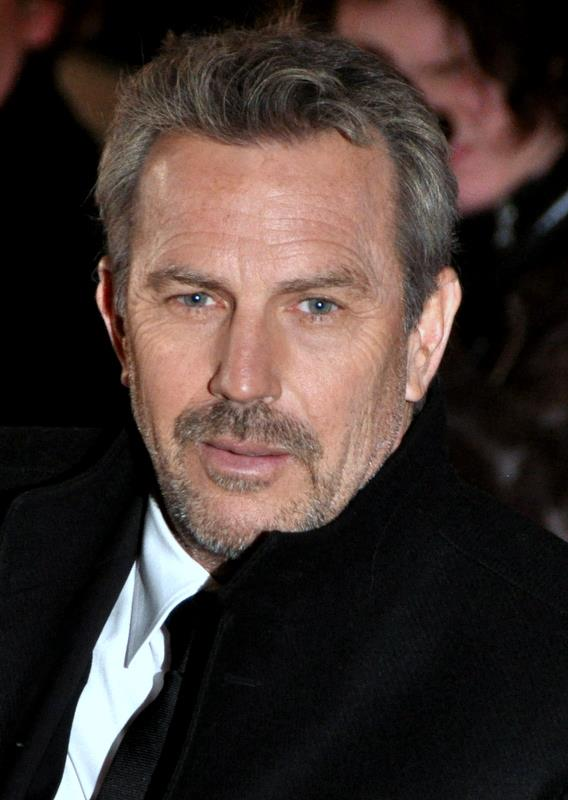
Kevin Costner (* 18. ledna)

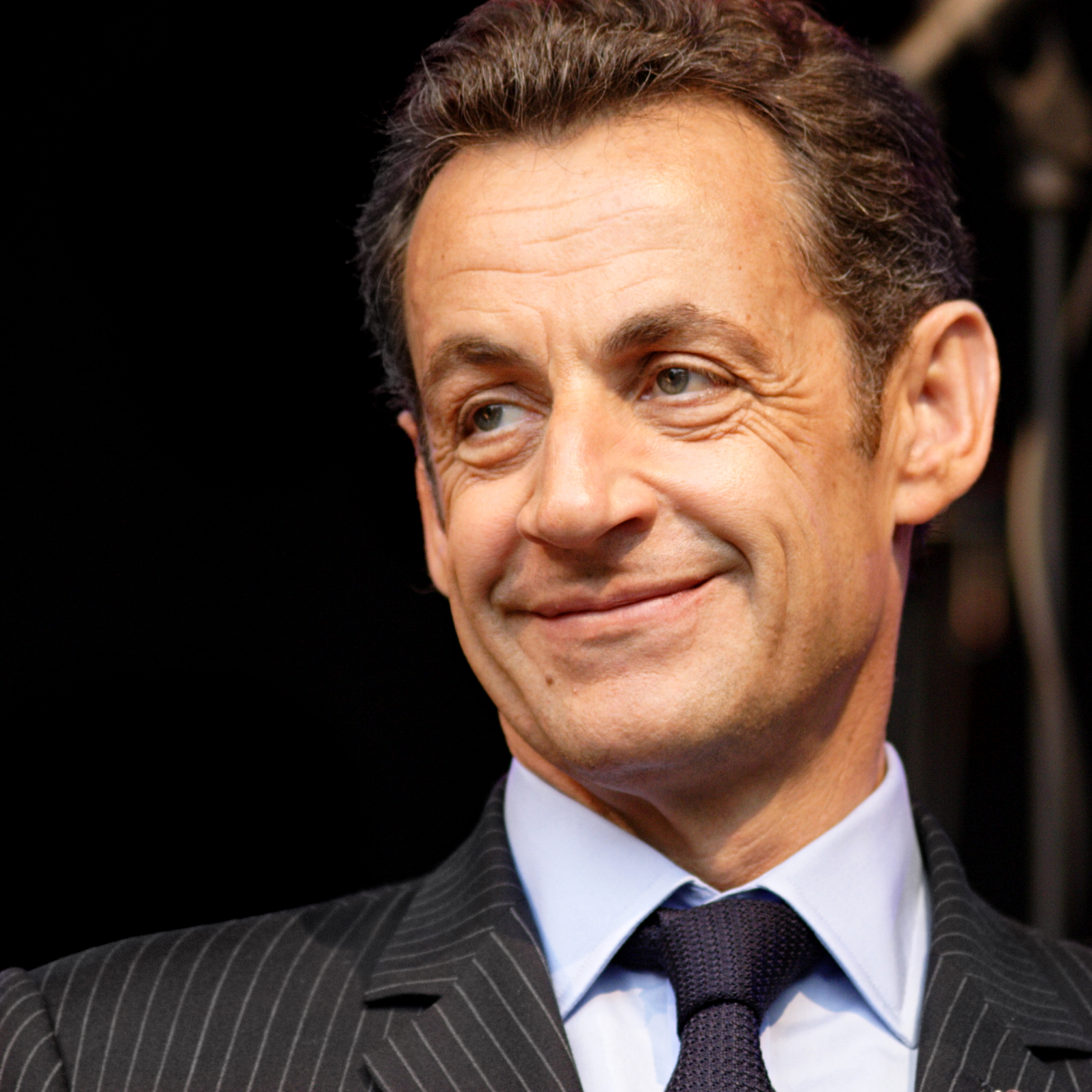
Nicolas Sarkozy (* 28. ledna)

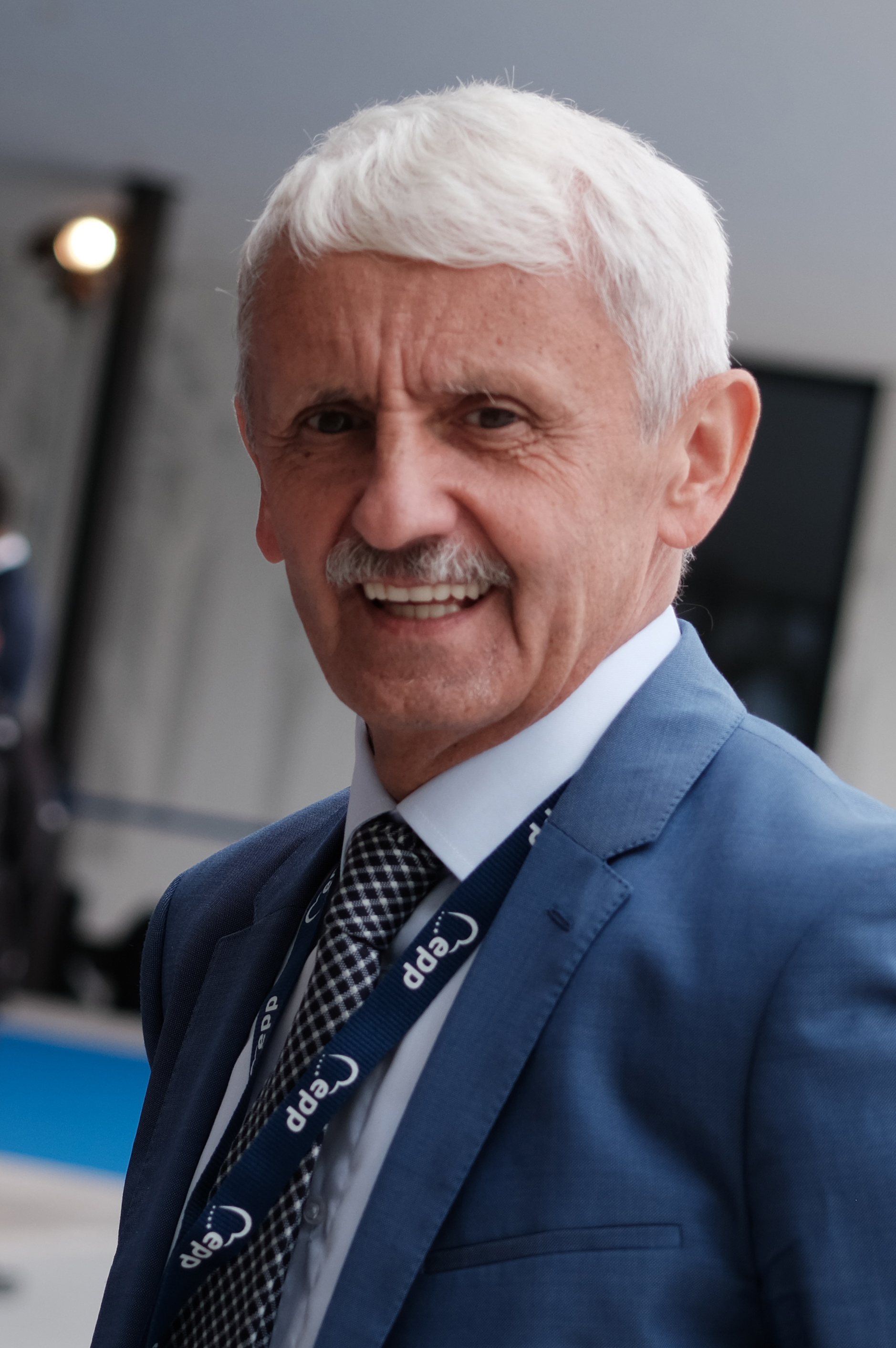
Mikuláš Dzurinda (* 4. února)

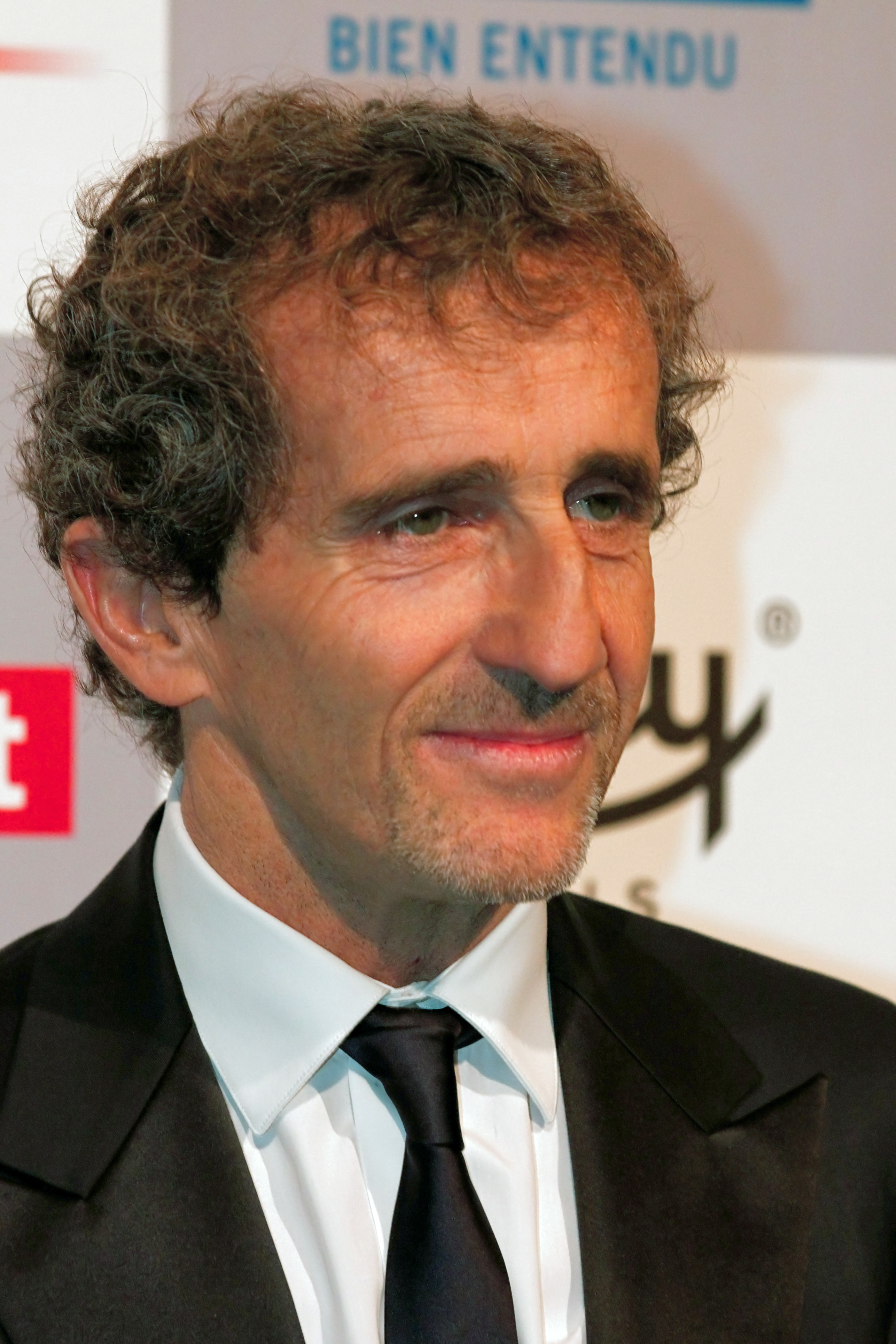
Alain Prost (* 24. února)

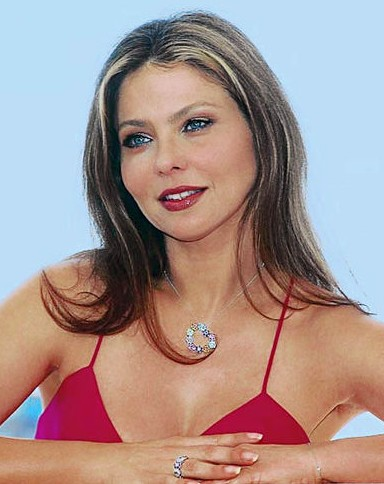
Ornella Muti (* 9. března)

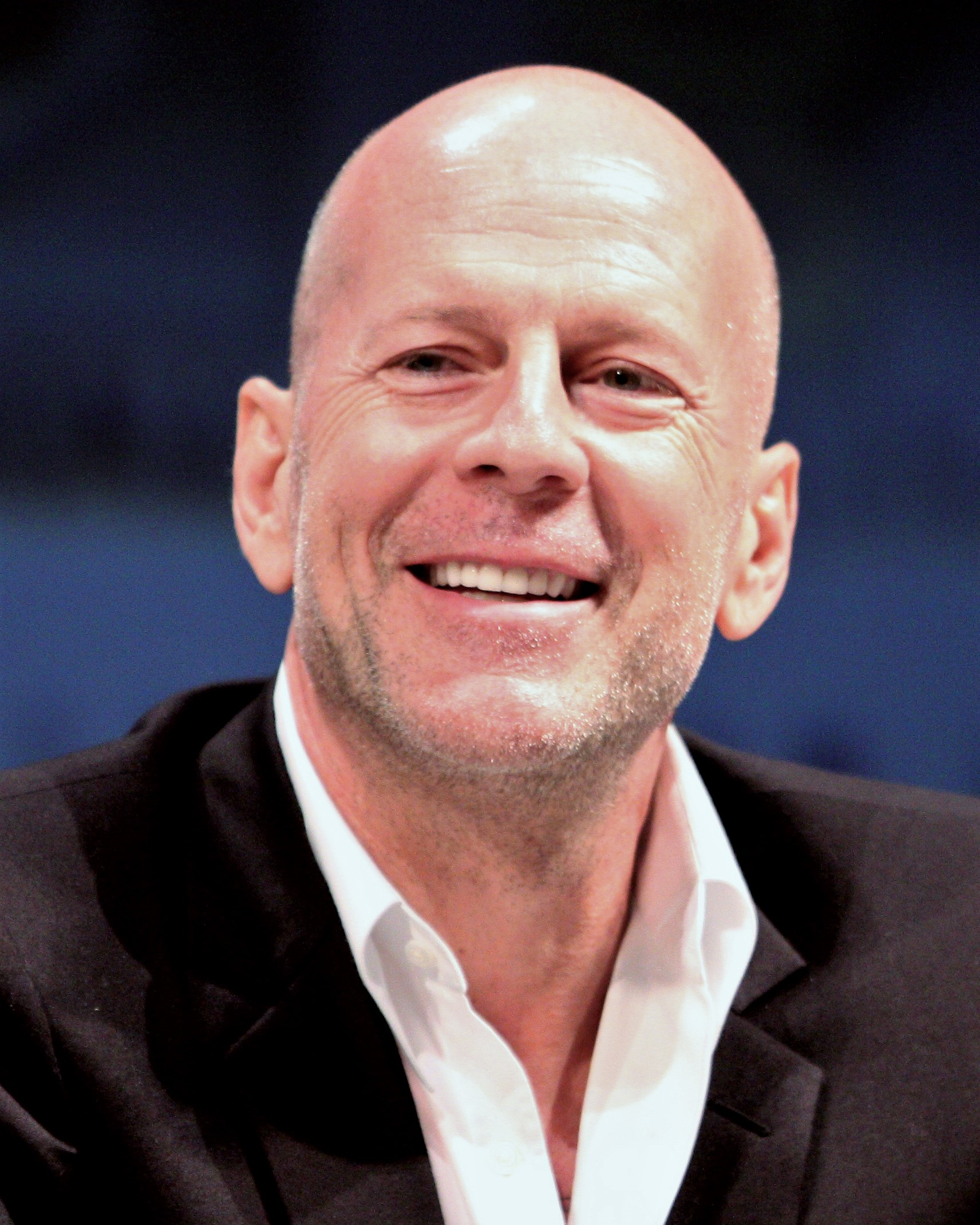
Bruce Willis (* 19. března)

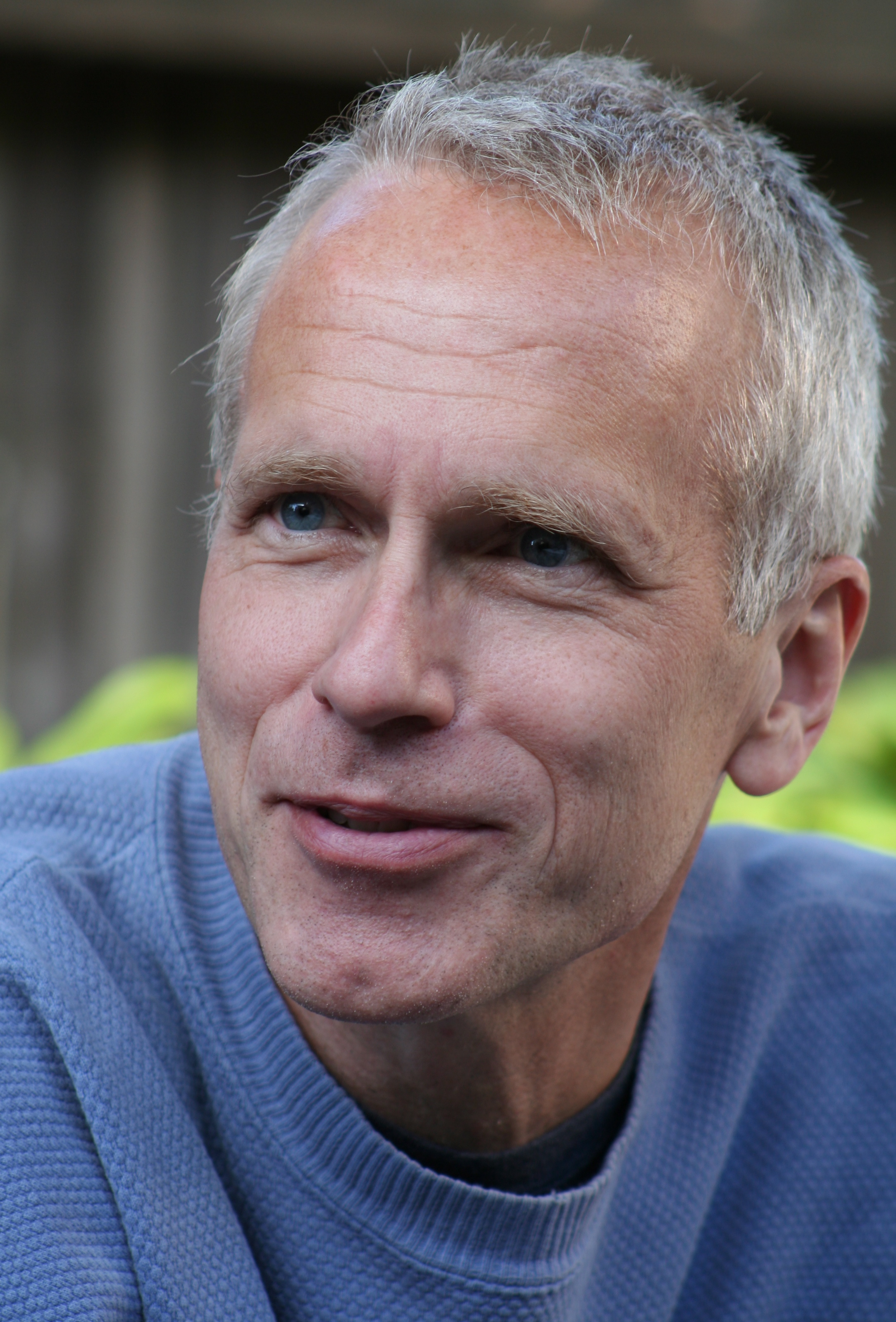
Brian Kobilka (* 30. května)

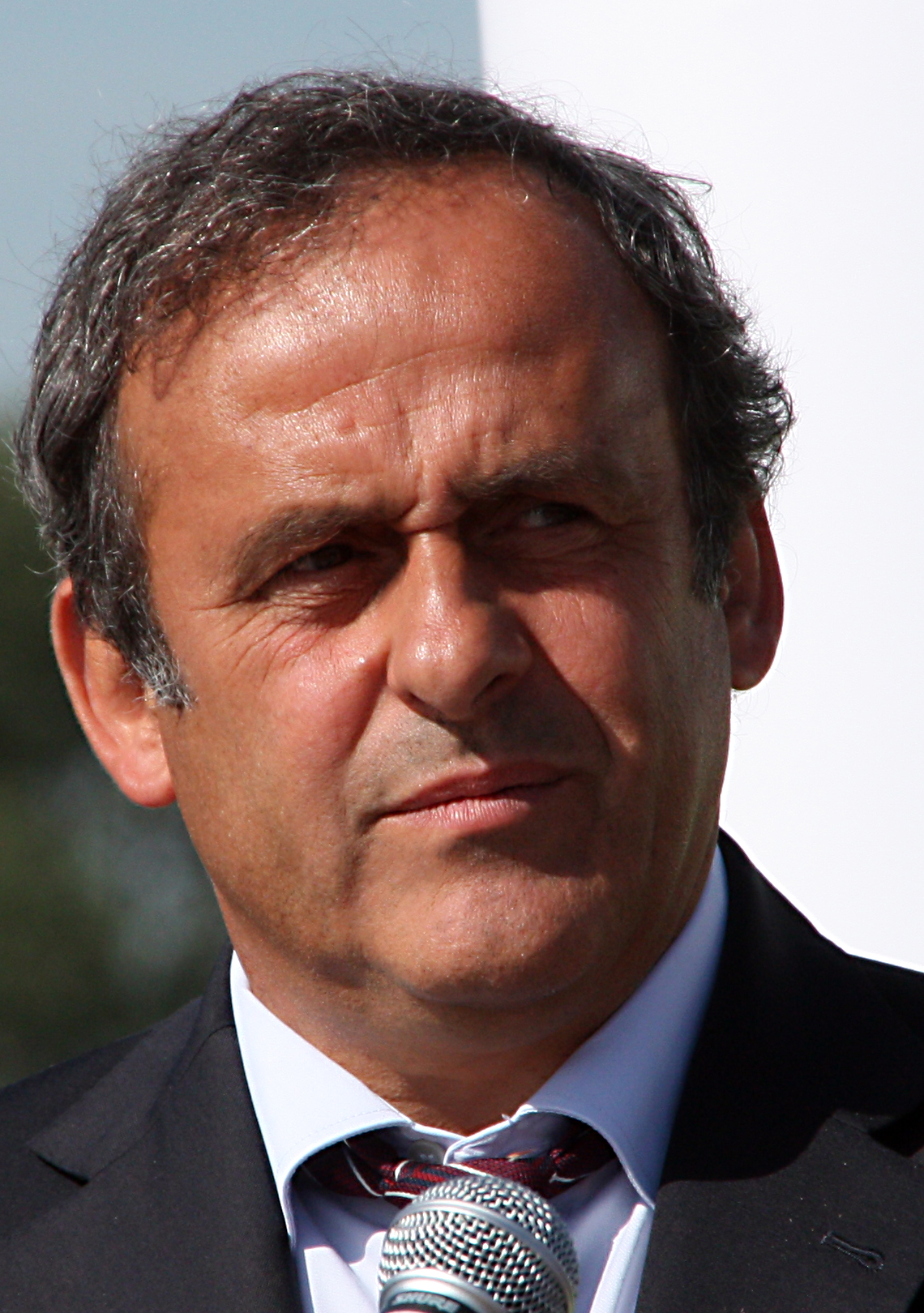
Michel Platini (* 21. června)

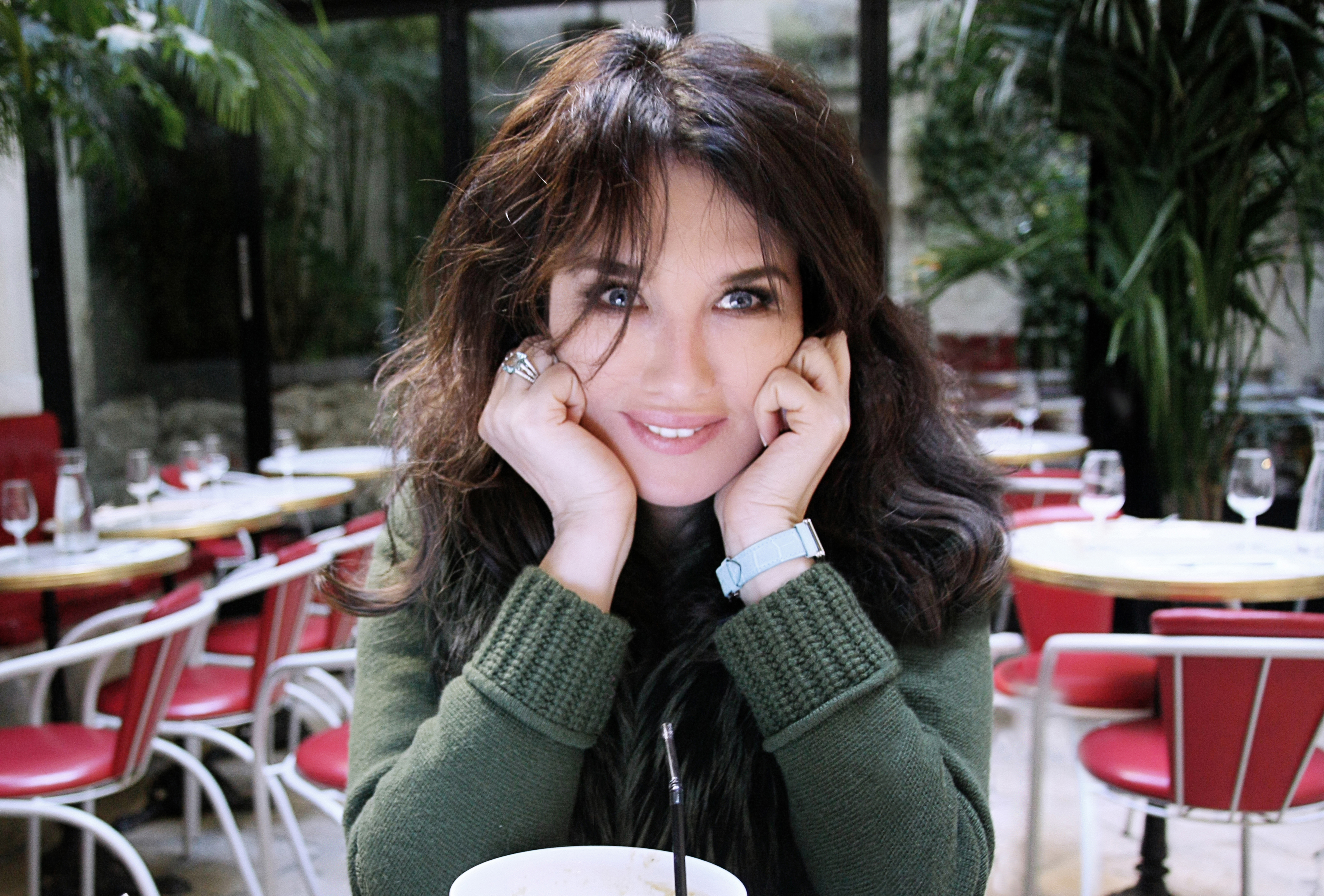
Isabelle Adjani (* 27. června)

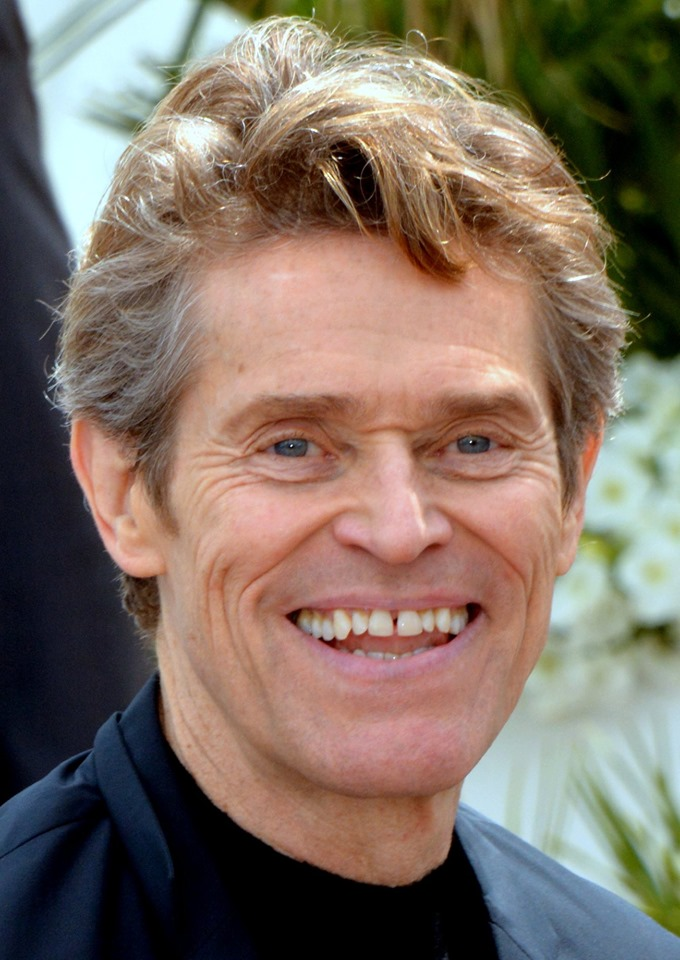
Willem Dafoe (* 22. července)

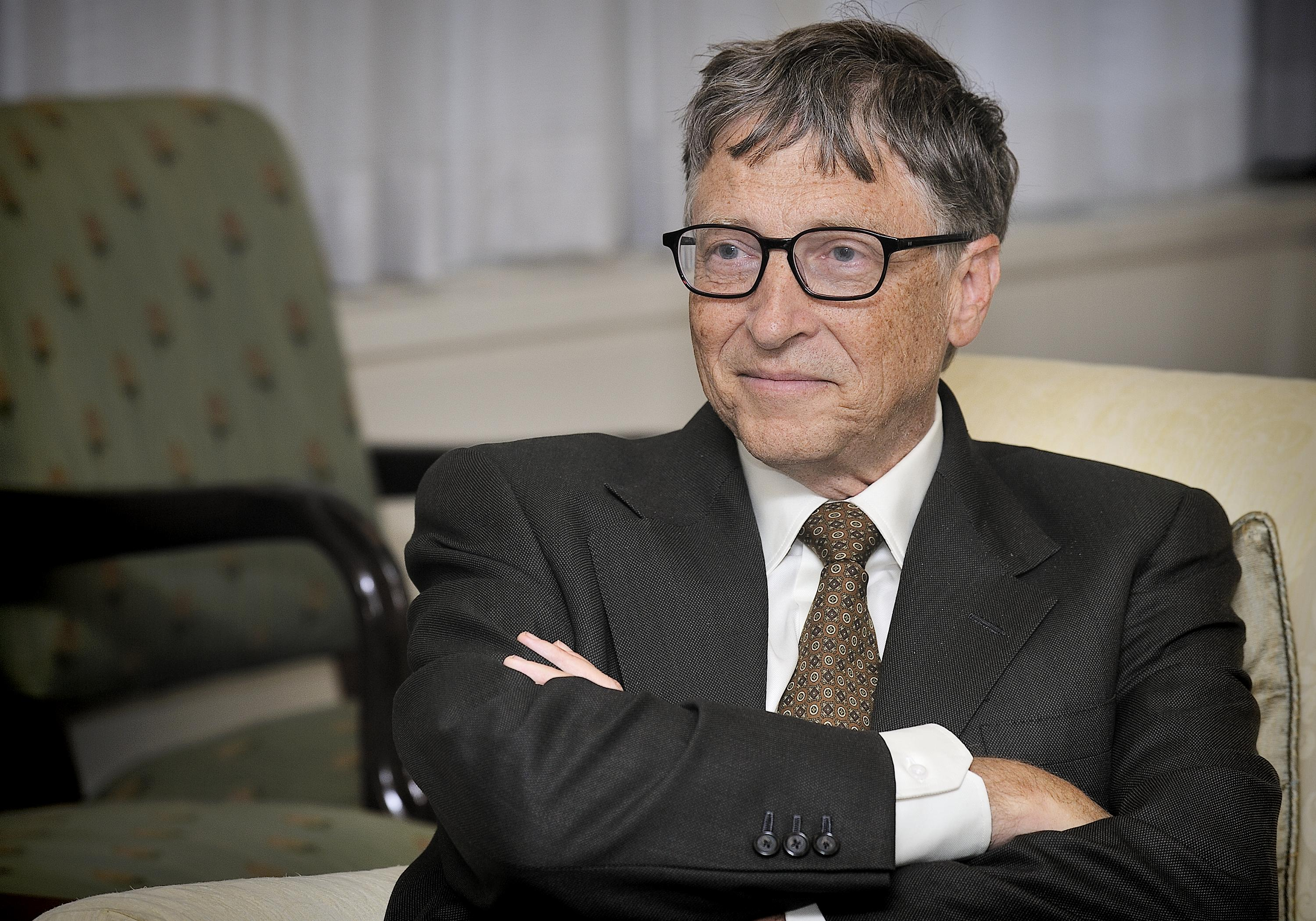
Bill Gates (* 28. října)

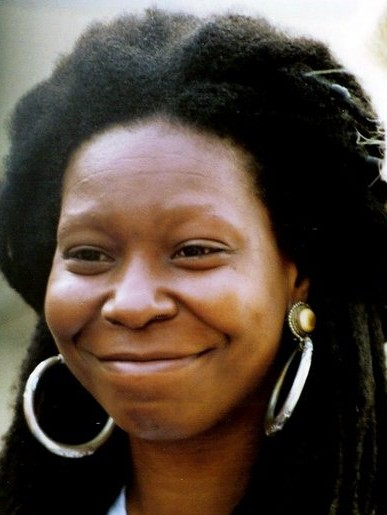
Whoopi Goldberg (* 13. listopadu)

  - Ivan Šimko, slovenský politik, ministr
  - Vladimír Župan, ukrajinský klavírní virtuos, hudební skladatel a pedagog
- 2. ledna – Agathonas Iakovidis, řecký folkový zpěvák
- 6. ledna – Rowan Atkinson, britský komik
- 9. ledna – J. K. Simmons, americký herec
- 10. ledna
  - Yasmina Khadra, alžírský frankofonní spisovatel
  - Michael Schenker, německý hardrockový a heavymetalový kytarista
- 12. ledna – Tom Ardolino, americký rockový bubeník († 6. ledna 2012)
- 13. ledna – Jay McInerney, americký spisovatel
- 15. ledna
  - Andreas Gursky, německý fotograf
  - José Montilla, katalánský premiér
- 16. ledna – Jerry Michael Linenger, doktor filozofie, medicíny a americký kosmonaut
- 17. ledna – Pietro Parolin, italský kardinál
- 18. ledna
  - Kevin Costner, americký herec, zpěvák, režisér a producent
  - Tibor Nyilasi, maďarský fotbalista
  - Frankie Knuckles, světově známý DJ a hudebník († 31. března 2014)
- 19. ledna
  - Andrej Ferko, slovenský spisovatel, matematik
  - Simon Rattle, britský dirigent
- 21. ledna – Jeff Koons, americký výtvarník
- 24. ledna – Callan McAuliffe, australský herec
- 25. ledna
  - Olivier Assayas, francouzský režisér a scenárista
  - Gunnar Seijbold, švédský nezávislý novinářský fotograf a hudebník († 25. dubna 2020)
- 26. ledna – Eddie Van Halen, holandsko-americký kytarista, skladatel († 6. října 2020)
- 27. ledna – John G. Roberts, americký právník
- 28. ledna – Nicolas Sarkozy, prezident Francouzské republiky
- 31. ledna – Virginia Ruziciová, rumunská tenistka
- 1. února – Thomas Gilou, francouzský režisér
- 2. února
  - Leszek Engelking, polský spisovatel, překladatel, literární vědec († 22. října 2022)
  - Jürg Röthlisberger, reprezentant Švýcarska v judu, olympijský vítěz
- 4. února – Mikuláš Dzurinda, předseda vlády Slovenska
- 8. února
  - John Grisham, americký spisovatel
  - Ethan Phillips, americký herec
- 9. února
  - Jimmy Pursey, britský zpěvák
  - Raimundo Pereira, předseda parlamentu Guinea-Bissau
- 10. února – Greg Norman, australský golfista
- 11. února – Dušan Poliačik, slovenský vzpěrač, olympionik, bronzová medaile na OH 1980
- 12. února – Bill Laswell, americký baskytarista a producent
- 14. února – Boris Monoszon, ukrajinský houslista a dirigent
- 15. února – Christopher McDonald, americký herec
- 17. února – Mo Jen, čínský spisovatel, Nobelova cena za literaturu 2012
- 18. února – Dan Karabin, slovenský zápasník, olympijský medailista
- 19. února – Jeff Daniels, americký filmový herec, režisér a zpěvák
- 20. února
  - Alexandr Kolčinsky, sovětský zápasník, olympijský vítěz
  - Klas Östergren, švédský spisovatel
- 21. února
  - Larry Campbell, americký hudební producent a multiinstrumentalista
  - Kelsey Grammer, americký herec, televizní producent, scenárista
- 22. února – Jang Lien, čínský básník
- 24. února
  - Alain Prost, francouzský pilot Formule 1
  - Steve Jobs, zakladatel firmy Apple († 5. října 2011)
- 25. února – Iain Lawrence, kanadský spisovatel
- 26. února
  - Andreas Maislinger, rakouský historik, politolog
  - Verka Borisovová, bulharská volejbalistka
- 27. února
  - Rainhard Fendrich, rakouský zpěvák, moderátor a herec
  - Peter Christopherson, anglický hudebník, výtvarník a fotograf († 25. listopadu 2010)
- 2. března
  - Oliver Dohnányi, slovenský dirigent
  - Šókó Asahara, zakladatel a vůdce japonské sekty Óm šinrikjó
- 4. března – Dominique Pinon, francouzský herec
- 7. března
  - Al-Valíd bin Talál, saúdskoarabský princ, nejbohatší muž ve své zemi
  - Michael Jan Friedman, americký spisovatel
  - Anupam Kher, indický herec
- 8. března – Ivan Pavle, slovenský malíř
- 9. března – Ornella Muti, italská herečka a modelka
- 10. března – Juliusz Machulski, polský filmový režisér, producent, herec, scenárista
- 11. března – Nina Hagen, německá punková zpěvačka a herečka
- 13. března – Bruno Conti, americký hudebník
- 15. března – Dee Snider, americký zpěvák, DJ a herec
- 16. března – James Warhola, americký ilustrátor
- 17. března – Gary Sinise, americký herec a filmový režisér
- 19. března – Bruce Willis, americký filmový herec a producent
- 21. března – Bärbel Wöckelová, německá dvojnásobná olympijská vítězka v běhu na 200 m
- 22. března
  - Lena Olin, švédská herečka
  - Valdis Zatlers, prezident Lotyšské republiky
- 23. března
  - Gerry Hemingway, americký bubeník
  - Lloyd Jones, novozélandský spisovatel
- 24. března – Celâl Şengör, turecký geolog
- 27. března – Mariano Rajoy, předseda vlády Španělska
- 28. března
  - Reba McEntire, americká country zpěvačka a herečka
  - Peter Bzdúch, slovenský herec († 11. prosince 2012)
- 29. března
  - Brendan Gleeson, irský filmový herec
  - Marina Sirtisová, britská divadelní a filmová herečka
- 31. března
  - Filip Dimitrov, premiér Bulharska
  - Angus Young, kytarista a zakladatel australské kapely AC/DC
- 1. dubna – Dave Spitz, americký baskytarista
- 5. dubna – Anthony Horowitz, britský spisovatel a scenárista
- 6. dubna – Rob Epstein, americký režisér, producent, scenárista
- 8. dubna – Alexandr Čivadze, gruzínský fotbalista
- 11. dubna – Piers John Sellers, anglo-americký meteorolog a kosmonaut († 23. prosince 2016)
- 12. dubna
  - Jean-Louis Aubert, francouzský zpěvák, kytarista a hudební skladatel
  - Viktor Arnar Ingólfsson, islandský spisovatel detektivních románů
- 14. dubna – Imrich Bugár, československý diskař maďarské národnosti, olympijský medailista
- 15. dubna
  - Jeff Golub, americký kytarista († 1. ledna 2015)
  - Dodi Al-Fayed, egyptský filmový producent a obchodník († 31. srpna 1997)
- 16. dubna – Jindřich I. Lucemburský, velkovévoda lucemburský
- 17. dubna – Kristine Sutherland, americká herečka
- 20. dubna – Donald Pettit, americk astronaut
- 21. dubna
  - Toninho Cerezo, brazilský fotbalista
  - Eleanor Daleyová, kanadská skladatelka chorálů a chrámové hudby
- 23. dubna – Judy Davisová, australská filmová a televizní herečka
- 25. dubna – Eric Drexler, americký vědec, představitel transhumanismu
- 28. dubna – Eddie Jobson, anglický klávesista a houslista
- 29. dubna – Kate Mulgrewová, americká herečka
- 30. dubna
  - Julio Cobos, viceprezident Argentiny a guvernér provincie Mendoza
  - Nicolas Hulot, francouzský fotograf, reportér a spisovatel
- 2. května – Donatella Versace, italská módní návrhářka
- 6. května – Donald Alan Thomas, americký kosmonaut, Ann Grantová zimbabwská pozemní hokejista
- 7. května – Stano Radič, slovenský scenárista, humorista, moderátor († 8. dubna 2005)
- 8. května
  - Stephen Furst, americký herec a režisér († 16. června 2017)
  - Meles Zenawi, etiopský premiér († 20. srpna 2012)
- 9. května
  - Anne Sofie von Otter, švédská mezzosopranistka
  - Kevin Peter Hall, americký herec († 10. dubna 1991)
- 10. května – Mark David Chapman, vrah Johna Lennona
- 11. května
  - Patrick de Rousiers, francouzský generál, prezident Vojenského výboru Evropské unie
  - William Paul Young, kanadský spisovatel
- 16. května
  - Olga Korbutová, běloruská gymnastka, olympijská vítězka
  - Debra Wingerová, americká herečka
- 17. května – Bill Paxton, americký herec a režisér († 25. února 2017)
- 18. května – Chow Yun Fat, hongkongský herec
- 19. května
  - James Gosling, kanadský softwarový programátor (Java)
  - Pierre Joseph Thuot, důstojník námořnictva a americký kosmonaut
- 20. května
  - Diego Abatantuono, italský divadelní a televizní herec a scenárista
  - Anton Corbijn, holandský fotograf a režisér
  - Zbigniew Preisner, polský hudební skladatel
- 21. května – Svante Janson, švédský matematik
- 26. května – Adam Curtis, britský televizní dokumentarista a spisovatel
- 27. května – Richard Schiff, americký televizní a filmový herec
- 28. května – Zdravko Zovko, jugoslávský házenkář
- 30. května
  - Sven Dahlkvist, švédský fotbalista a trenér
  - Topper Headon, britský bubeník
  - Colm Tóibín, irský spisovatel, esejista
  - Brian Kobilka, americký fyziolog, Nobelova cena za chemii 2013
- 31. května
  - Marty Ehrlich, americký jazzový saxofonista
  - Tommy Emmanuel, australský kytarista
  - Jacqueline McGlade, kanadská mořská bioložka
- 4. června – Marián Kochanský, slovenský hudebník, skladatel a zpěvák († 28. dubna 2006)
- 6. června
  - Sandra Bernhard, americká komička, herečka a zpěvačka
  - Sam Simon, americký televizní producent a scenárista († 8. března 2015)
- 7. června
  - William Forsythe, americký herec
  - Mark Reale, americký heavy metalový kytarista († 25. ledna 2012)
- 8. června
  - Tim Berners-Lee, tvůrce World Wide Webu
  - Griffin Dunne, americký herec, producent a režisér
- 11. června – Jurij Sedych, ukrajinský olympijský vítěz v hodu kladivem († 14. září 2021)
- 13. června
  - Alan Hansen, skotský fotbalista
  - Ziva Kunda, americká profesorka sociální psychologie († 24. února 2004)
- 16. června – Anatolij Čubajs, ruský ekonom, otec ruské privatizace
- 19. června – Vladimir Myškin, sovětský hokejový brankář
- 21. června – Michel Platini, francouzský fotbalista a fotbalový funkcionář
- 22. června – Green Gartside, velšský zpěvák a kytarista
- 23. června
  - Glenn Danzig, americký hudebník a skladatel
  - Jean Tigana, francouzský fotbalista
- 26. června
  - Joey Baron, americký jazzový bubeník
  - Maxime Bossis, francouzský fotbalista
  - Mick Jones, britský kytarista a zpěvák
- 27. června
  - Isabelle Adjaniová, francouzská divadelní a filmová herečka a zpěvačka
  - Peter Lovšin, slovinský zpěvák populární hudby
- 28. června – Vasile Andrei, rumunský reprezentant v zápase, olympijský vítěz
- 29. června
  - Robert Kalina, rakouský výtvarník
  - Charles Joseph Precourt, americký kosmonaut
- 1. července
  - Augusto De Luca, italský umělec a fotograf
  - Li Kche-čchiang, premiér Čínské lidové republiky
- 4. července – John Waite, anglický rockový zpěvák a hudebník
- 5. července – Josef Haslinger, rakouský spisovatel
- 11. července – Sergej Babinov, sovětský hokejový reprezentant
- 12. července – Timothy Garton Ash, britský historik a publicista
- 16. července – Annie Whitehead, anglická jazzová pozounistka
- 21. července – Béla Tarr, maďarský režisér a scenárista
- 22. července – Willem Dafoe, americký filmový a divadelní herec
- 25. července – Iman, somálsko-americká modelka, herečka a podnikatelka
- 26. července – Ásif Alí Zardárí, prezident Pákistánu
- 27. července – Bobby Rondinelli, americký rockový bubeník
- 29. července – Jean-Hugues Anglade, francouzský herec, režisér a scenárista
- 2. srpna – Butch Vig, bubeník skupiny Garbage
- 4. srpna
  - Billy Bob Thornton, americký herec, scenárista, režisér a hudebník
  - Dagoberto Valdés Hernández, kubánský katolický intelektuál, spisovatel
- 7. srpna
  - Wayne Knight, americký herec, bavič a dabér
  - Vladimir Sorokin, ruský spisovatel, scenárista a dramatik
- 8. srpna
  - Herbert Prohaska, rakouský fotbalista
  - Branscombe Richmond, americký kaskadér a herec
  - Iain Pears, anglický spisovatel, historik a novinář
- 9. srpna – Udo Beyer, německý olympijský vítěz ve vrhu koulí
- 13. srpna – Mulgrew Miller, americký jazzový klavírista († 29. května 2013)
- 16. srpna – Ľubica Blaškovičová, slovenská filmová a divadelní herečka
- 19. srpna
  - Peter Gallagher, americký herec
  - Ibrahim Isaac Sidrak, hlava koptské katolické církve
- 25. srpna – Simon Richard Green, britský autor science fiction a fantasy
- 27. srpna
  - Robert Richardson, americký filmový kameraman
  - Jean Grondin, kanadský filozof
- 29. srpna – Diamanda Galás, americká zpěvačka, pianistka a skladatelka
- 30. srpna
  - Anthony Coleman, americký hudebník
  - Jamie Moses, americký zpěvák
- 31. srpna – Edwin Moses, americký dvojnásobný olympijský vítěz v běhu na 400 m překážek
- 1. září
  - Bruce Foxton, anglický rokenrolový hudebník
  - Wayne Horvitz, americký hudebník a hudební skladatel
- 2. září – Natalja Petrusjovová, sovětská rychlobruslařka, olympijská vítězka
- 3. září – Steve Jones, anglický rockový kytarista, zpěvák a herec
- 6. září
  - Anne Henningová, americká rychlobruslařka, olympijská vítězka
  - Carl Walz, americký astronaut
- 7. září
  - Mira Furlanová, chorvatská herečka († 20. ledna 2021)
  - Jefim Izakovič Zelmanov, ruský matematik
- 8. září – Valerij Gerasimov, náčelník generálního štábu ozbrojených sil Ruské federace
- 10. září – Pat Mastelotto, americký bubeník
- 14. září
  - Geraldine Brooksová, australská novinářka a spisovatelka
  - Lev XIV., vlastním jménem Robert Francis Prevost Martínez, 267. papež
- 18. září – Keith Morris, americký zpěvák
- 20. září – Georg Christoph Biller, německý dirigent a sbormistr († 27. ledna 2022)
- 21. září – Mika Kaurismäki, finský filmový režisér
- 25. září
  - Karl-Heinz Rummenigge, německý fotbalový útočník
  - Zucchero, italský rockový zpěvák a skladatel
  - Steven Severin, anglický baskytarista
- 29. září – Ann Bancroftová, první žena, která pěšky dosáhla obou pólů
- 30. září – George Fergusson, guvernér Pitcairnových ostrovů
- 2. října – Norodom Arunrasmy, kambodžská princezna
- 4. října – János Bán, maďarský herec
- 5. října – Ángela Molinová, španělská herečka
- 7. října – Yo-Yo Ma, americký violoncellista, hudební skladatel
- 9. října – Steve Ovett, britský olympijský vítěz v běhu na 800 metrů
- 11. října – Hans-Peter Briegel, německý fotbalista
- 15. října – Tanya Roberts, americká herečka a modelka
- 18. října – David Twohy, americký režisér a scenárista
- 20. října – Thomas Newman, americký hudební skladatel filmové hudby
- 22. října – Jozef Leikert, slovenský básník
- 25. října
  - Glynis Barber, britská divadelní a televizní herečka
  - Robin Eubanks, americký pozounista
  - Matthias Jabs, německý kytarista a skladatel
  - Leena Landerová, finská spisovatelka
- 26. října – Stephen Kern Robinson, americký vědec a kosmonaut
- 28. října – Bill Gates, spoluzakladatel společnosti Microsoft
- 31. října – Erich Prinz von Lobkowicz, prezident německé asociace Maltézského řádu
- 4. listopadu – Matti Vanhanen, finský premiér
- 5. listopadu – Rupert Thomson, anglický romanopisec
- 6. listopadu – Maria Shriverová, americká novinářka, spisovatelka, manželka Arnolda Schwarzeneggera
- 8. listopadu – Patricia Barber, americká jazzová zpěvačka, pianistka a textařka
- 9. listopadu – Janet Fitchová, americká spisovatelka
- 10. listopadu – Roland Emmerich, německý režisér, scenárista a producent
- 11. listopadu
  - Džigme Singgjä Wangčhug, bhútánský král
  - Friedrich Merz, německý politik
- 13. listopadu – Whoopi Goldbergová, americká herečka, komička, zpěvačka a scenáristka
- 14. listopadu – Ike Willis, americký rockový kytarista a zpěvák
- 15. listopadu – Péter Farkas, maďarský spisovatel
- 16. listopadu – Beppo Beyerl, rakouský spisovatel
- 17. listopadu – Amanda Levete, britská architektka
- 23. listopadu
  - Steven Brust, americký spisovatel fantasy
  - Ludovico Einaudi, italský klavírista a hudební skladatel
- 24. listopadu
  - Clem Burke, americký hudebník
  - Nadžíb Míkátí, předseda vlády Libanonu
- 30. listopadu – Billy Idol, britský zpěvák, skladatel a herec
- 4. prosince
  - Dave Taylor, kanadský hokejový útočník
  - Cassandra Wilsonová, americká jazzová zpěvačka
- 5. prosince
  - Richard Gibbs, americký skladatel filmové hudby
  - Juha Tiainen, finský olympijský vítěz v hodu kladivem († 28. dubna 2003)
- 8. prosince – Nathan East, americký baskytarista, zpěvák
- 15. prosince
  - Vinko Gorenak, slovinský politik
  - Paul Simonon, anglický muzikant
- 16. prosince – Lorenz Rakouský d'Este, princ belgický, arcivévoda rakouský d'Este
- 20. prosince – Martin Schulz, předseda Evropského parlamentu
- 22. prosince – Thomas Südhof, biochemik německého původu, Nobelova cena 2013
- 24. prosince – Clarence Gilyard, americký herec († 28. listopadu 2022)
- 28. prosince
  - Aleksandras Algirdas Abišala, litevský premiér
  - Liou Siao-po, čínský literární kritik a disident, Nobelova cena za mír 2010 († 13. července 2017)
- ? – David Pope Anderson, americký vědec, informatik
- ? – Stephen L. Baker, americký novinář, spisovatel
- ? – Eero Balk, finský bohemista, rusista a ukrajinista
- ? – Renaud Barbaras, francouzský filosof
- ? – Steve Berry, americký spisovatel
- ? – Edward Burtynsky, kanadský fotograf
- ? – Ricardo Calero, španělský konceptuální fotograf
- ? – Dominik Dán, slovenský spisovatel detektivních románů
- ? – Santos Domínguez, španělský básník
- ? – Patrick Leonard, americký skladatel, klávesista a hudební producent
- ? – Azar Nafisi, íránská spisovatelka
- ? – Micha'el Oren, izraelský historik, diplomat a politik
- ? – Luis Rey, španělsko-mexický umělec a ilustrátor
- ? – Scott Wittman, americký režisér, textař a spisovatel
- ? – Ole Beich, dánský kytarista († 16. října 1991)
- ? Ruth Mitchellová, hongkongská ragbistka

## Úmrtí

### Česko

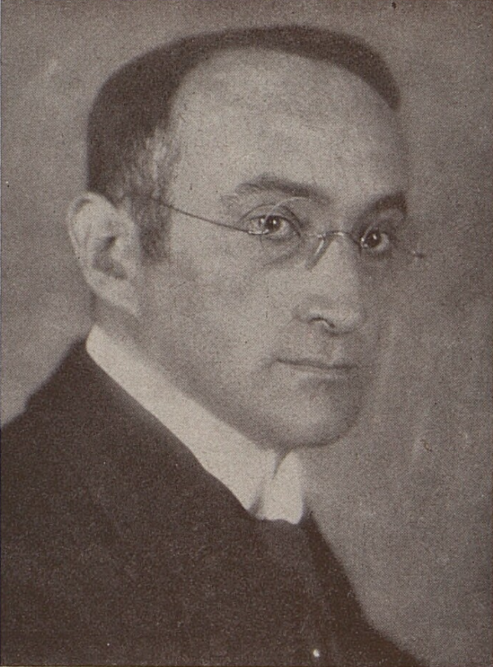
Otakar Španiel († 15. února)

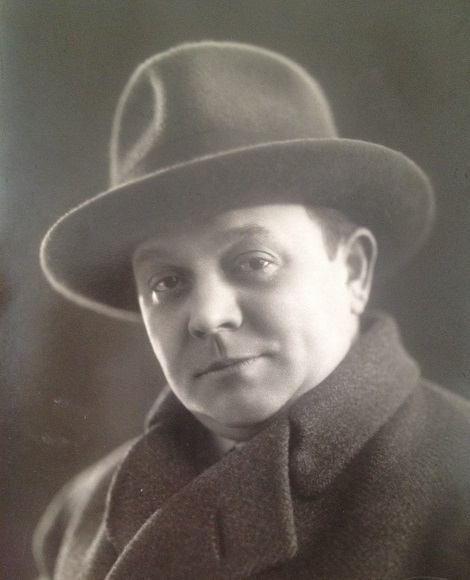
Saša Rašilov († 3. května)

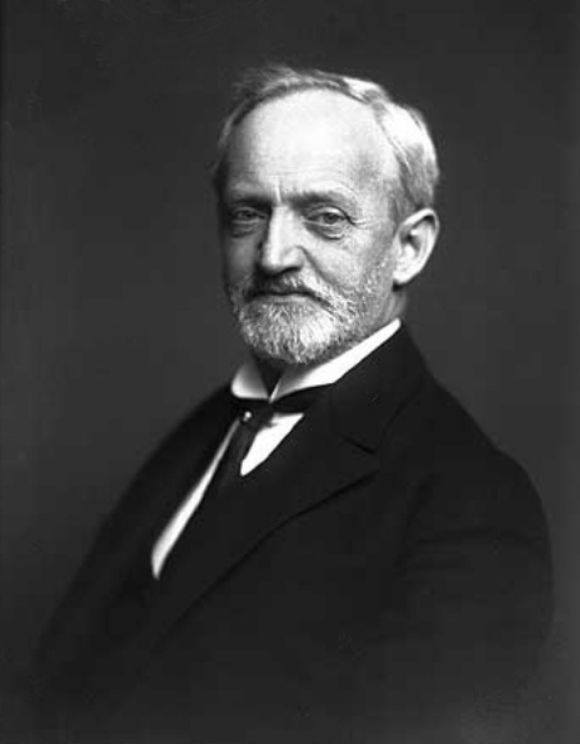
Josef Hanuš († 24. prosince)

- 2. ledna – Rudolf Březa, sochař a medailér (* 5. dubna 1888)
- 5. ledna – Jan Volný, český jazykovědec (* 12. září 1886)
- 10. ledna – František Horník-Lánský, malíř (* 2. března 1889)
- 14. ledna
  - Jan Dědina, malíř a ilustrátor (* 1. září 1870)
  - Miroslav Kubíček, český dirigent a hudební skladatel (* 10. října 1919)
  - Oldřich Friš, indolog (* 7. května 1903)
- 17. ledna – Bedřich Kočí, nakladatel a knihkupec (* 2. března 1869)
- 21. ledna – Jiří Stříbrný, československý politik, novinář, účastník prvního odboje (* 14. ledna 1880)
- 23. ledna – Jaroslav Janko, český matematik (* 3. prosince 1893)
- 27. ledna – František Zuska, malíř, sochař a medailér (* 12. června 1887)
- 7. února – Julius Komárek, profesor zoologie, spisovatel (* 15. srpna 1892)
- 15. února
  - Josef Loos, český lední hokejista a funkcionář (* 13. března 1888)
  - Otakar Španiel, český sochař, řezbář a medailér (* 13. června 1881)
- 19. února – Otakar Pařík, dirigent a klavírista (* 28. února 1901)
- 26. února
  - Josef Dostál, český archivář a překladatel (* 20. října 1892)
  - Karel Sellner, český spisovatel (* 23. října 1873)
- 10. března – Vladimír Krno, československý maďarské národnosti (* 21. června 1874)
- 20. března – Marian Schaller, převor Emauzského kláštera v Praze, oběť komunismu (* 1892)
- 21. března – Jan Dostálek, československý politik, ministr (* 28. dubna 1883)
- 25. března – Josef Cink, český básník (* 16. června 1932)
- 4. dubna – Otakar Švec, český sochař (* 23. listopadu 1892)
- 24. dubna – Josef Johann Horschik, český spisovatel (* 16. února 1874)
- 28. dubna – Otakar Zítek, český operní režizér, hudební skladatel a spisovatel (* 5. listopadu 1892)
- 2. května
  - Gustav Porš, český malíř (* 2. února 1888)
  - Václav Švéda, člen skupiny bratří Mašínů (* 26. dubna 1921)
  - Zbyněk Janata, člen skupiny bratří Mašínů (* 1. února 1932)
  - Ctibor Novák, odbojář a spolupracovník Tří králů (* 25. října 1902)
- 3. května – Saša Rašilov starší, český herec (* 6. září 1891)
- 18. května – Bohuš Stejskal, český divadelní režisér (* 14. března 1896)
- 21. května – Andělín Novák, pedagog, archivář a slezský buditel (* 8. listopadu 1878)
- 26. května – Ján Halla, slovenský básník a československý meziválečný politik (* 14. dubna 1885)
- 29. května – Karel Třešňák, český herec a režisér (* 13. prosince 1896)
- 30. května
  - Emanuel Lešehrad, spisovatel, básník a dramatik (* 15. listopadu 1877)
  - Josef Bertl, český architekt (* 6. ledna 1866)
- 12. června – Josef Kalfus, národohospodář a politik (* 25. června 1880)
- 18. června – Ladislav Žemla, československý tenista (* 6. listopadu 1887)
- 28. června – Alexandr Podaševský, český dirigent a skladatel ruského původu (* 11. března 1884)
- červen – Harry Palme, sklářský průmyslník, spisovatel, sběratel a archeolog (* 14. dubna 1882)
- 6. července – Prokop Toman, český právník, historik a sběratel výtvarného umění (* 21. prosince 1872)
- 8. července – Staša Jílovská, novinářka, redaktorka, překladatelka (* 20. února 1898)
- 11. července – Ida Münzbergová, česká malířka (* 19. února 1876)
- 18. července – Rudolf Wünsch, český hudební pedagog a skladatel (* 2. září 1880)
- 22. července
  - Václav Nosek, komunistický politik, ministr vnitra (* 26. září 1892)
  - Hans Tichý, československý politik německé národnosti (* 16. května 1881)
- 23. července – František Janda-Suk, atlet, olympijský medailista (* 25. března 1878)
- 30. července – Jan Vraštil, církevní historik, kanovník litoměřické kapituly (* 8. května 1891)
- 2. srpna – Jaroslav Šlezinger, sochař (* 29. dubna 1911)
- 8. srpna – Zdeněk Matěj Kuděj, český novinář, cestovatel, překladatel a spisovatel (* 24. listopadu 1881)
- 11. srpna – Josef Gemrot, příslušník výsadku Calcium (* 27. prosince 1911)
- 12. srpna – Miloslav Fleischmann, český hokejista (* 24. září 1886)
- 4. září – Alois Spisar, profesor Husovy československé evangelické fakulty bohoslovecké (* 18. dubna 1874)
- 14. září – Franz Carl Weiskopf, pražský, převážně německy píšící spisovatel a diplomat (* 3. dubna 1900)
- 7. října – Jan Bartoš, spisovatel a literární historik (* 17. května 1887)
- 9. října – Georg Placzek, teoretický fyzik (* 26. září 1905)
- 12. října – Ladislav Prokop Procházka, český lékař, politik, hudební skladatel a spisovatel (* 1. května 1872)
- 20. října – Adolf Míšek, český kontrabasista a hudební skladatel (* 29. srpna 1875)
- 22. října – Paul Stadler, sochař (* 25. července 1875)
- 19. listopadu – Přemysl Koblic, český fotograf a chemik (* 2. července 1892)
- 26. listopadu – František Peyr, československý fotbalový reprezentant (* 1896)
- 27. listopadu
  - Vilém Kreibich, český malíř (* 6. ledna 1884)
  - Robert Stöhr, československý politik německé národnosti (* 3. května 1875)
- 20. prosince – Hubert Aust, architekt (* 31. října 1891)
- 24. prosince – Josef Hanuš, český chemik (* 12. ledna 1872)

### Svět

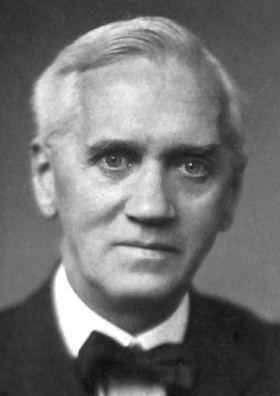
Alexander Fleming († 11. března)

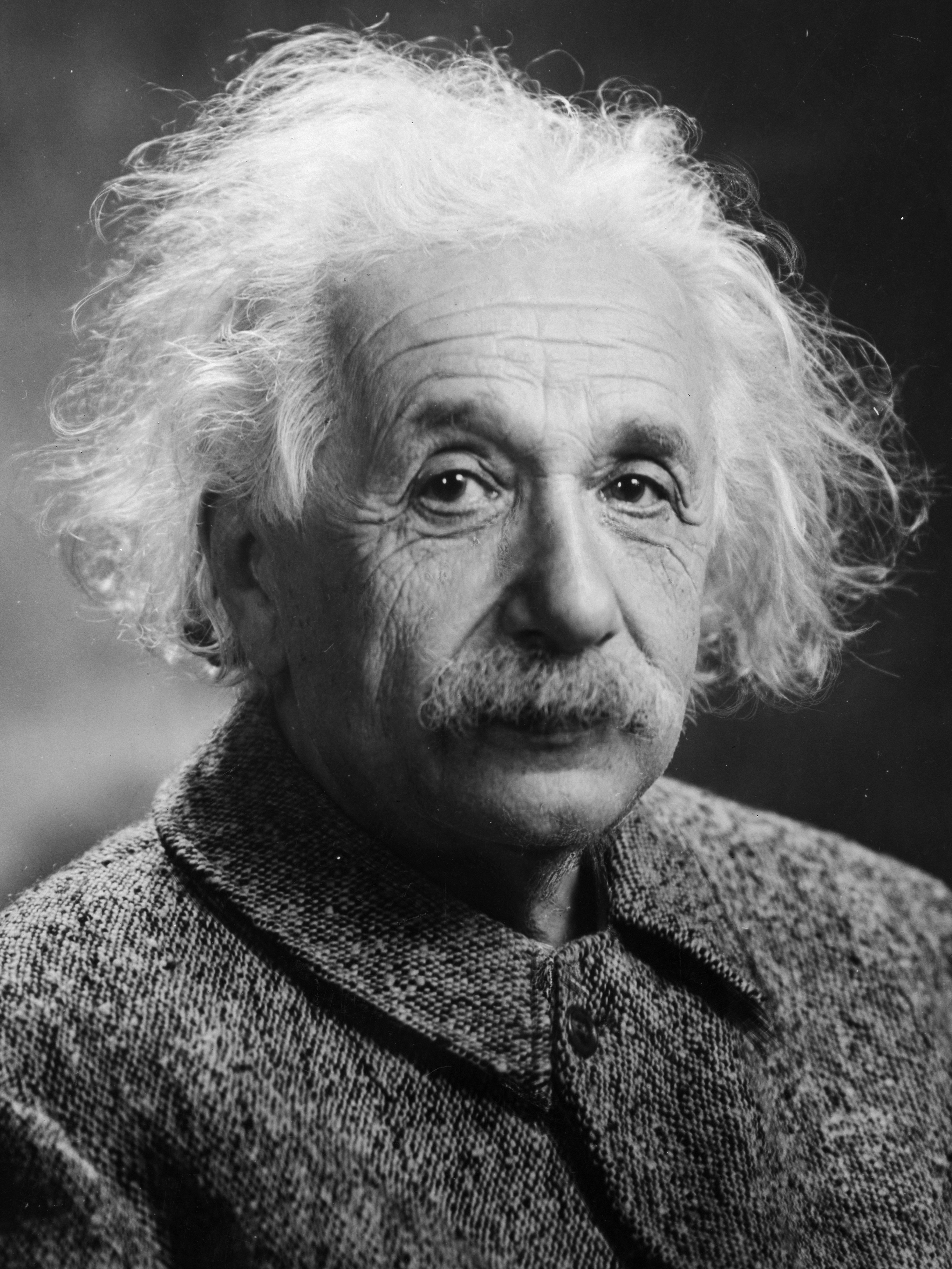
Albert Einstein († 18. dubna)

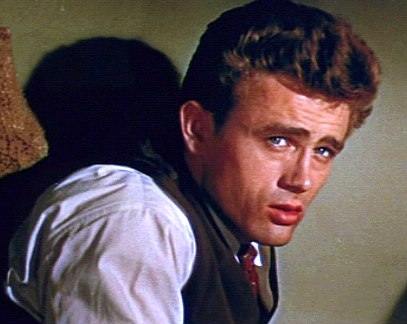
James Dean († 30. září)

- 3. ledna – Fraňo Kráľ, slovenský básník a politik (* 9. března 1903)
- 9. ledna – Petar Pecija Petrović, chorvatský spisovatel (* 21. srpna 1877)
- 11. ledna
  - Rodolfo Graziani, italský generál a ministr války republiky Saló (* 11. srpna 1882)
  - Alžběta Řecká a Dánská, prostřední dcera prince Mikuláše Řeckého a velkokněžny Eleny Vladimírovny Ruské (* 24. května 1904)
- 15. ledna
  - Johannes Baader, německý spisovatel, výtvarný umělec a architekt (* 22. června 1875)
  - Yves Tanguy, francouzský surrealistický malíř (* ledna 1900)
- 21. ledna – Archie Hahn, americký sprinter (* 14. září 1880)
- 22. ledna – Jonni Myyrä, finský olympijský vítěz v hodu oštěpem (* 13. července 1892)
- 24. ledna – Percy John Heawood, britský matematik (* 8. září 1861)
- 29. ledna – Hans Hedtoft, premiér Dánska (* 21. dubna 1903)
- 31. ledna – John Mott, ředitel YMCA a WSCF, nositel Nobelovy cenu za mír (* 25. května 1865)
- 2. února – Oswald Avery, americký lékař, molekulární biolog (* 21. října 1877)
- 3. února – Vasilij Blochin, Stalinův vrchní popravčí (* 7. ledna 1895)
- 18. února – Tadeusz Michejda, polský architekt (* 22. května 1885)
- 20. února – Eugen Schmalenbach, německý ekonom (* 20. srpna 1873)
- 23. února – Paul Claudel, francouzský básník a dramatik (* 6. srpna 1868)
- 28. února – Josiah Ritchie, britský tenista, olympijský vítěz 1908 (* 18. října 1870)
- 8. března – Klementina Belgická, dcera belgického krále Leopolda II. (* 30. července 1872)
- 9. března – Miroslava Šternová, mexická herečka českého původu (* 26. února 1925)
- 11. března – Alexander Fleming, skotský lékař, známý především jako objevitel penicilinu – (* 6. srpna 1881)
- 12. března – Charlie Parker, americký jazzový saxofonista a skladatel (* 29. srpna 1920)
- 13. března – Tribhuvan, nepálský král (* 30. června 1906)
- 14. března – Marcel Rochas, francouzský módní návrhář (* 24. února 1902)
- 15. března – Eduard Pichl, rakouský horolezec (* 15. září 1872)
- 16. března – Alois Maria Adolf z Lichtenštejna, knížecí princ a držitel Řádu zlatého rouna (* 17. června 1869)
- 19. března
  - Leonid Alexandrovič Govorov, maršál Sovětského svazu (* 22. února 1897)
  - Mihály Károlyi, prezident První Maďarské republiky (* 4. března 1875)
- 22. března
  - Ivan Šubašić, předseda exilové jugoslávské vlády (* 7. května 1892)
  - Arnošt II. Sasko-Altenburský, poslední vévoda německého vévodství Sasko-Altenbursko (* 31. srpna 1871)
- 25. března – Chuang Pin-chung, čínský malíř a historik umění (* 27. ledna 1865)
- 3. dubna – Karl Hofer, německý malíř (* 11. října 1878)
- 5. dubna – Theda Bara, americká herečka (* 29. července 1885)
- 10. dubna – Pierre Teilhard de Chardin, francouzský náboženský myslitel a vědec, geolog a paleontolog, (* 1. května 1881)
- 15. dubna – Albert McCaffery, kanadský reprezentační hokejový útočník (* 12. dubna 1893)
- 18. dubna – Albert Einstein, americký fyzik německého původu, jeden z největších vědců 20. století (* 1879)
- 19. dubna – Jim Corbett, britský důstojník a lovec lidožravých šelem (* 25. července 1875)
- 2. května – Markéta Klementina Rakouská, členka uherské linie Habsbursko-lotrinské dynastie (* 6. července 1870)
- 3. května – Rudolf Schlichter, německý výtvarník (* 6. prosince 1890)
- 4. května
  - George Enescu, rumunský skladatel, dirigent a houslista (* 19. srpna 1881)
  - Louis Charles Breguet, francouzský letecký konstruktér (* 2. ledna 1880)
- 6. května – Anthony Winter, australský olympijský vítěz v trojskoku (* 25. srpna 1894)
- 11. května – Jerzy Kossak, polský malíř (* 11. září 1886)
- 18. května – Edwin Scharff, německý sochař (* 21. března 1887)
- 21. května – Mukbile Sultan, osmanská princezna a vnučka sultána Mehmeda V. (* 19. září 1911)
- 26. května – Alberto Ascari, italský automobilový závodník, zemřel při testování vozu Ferrari na okruhu v Monze (* 13. července 1918)
- 29. května – Aristide Caradja, rumunský právník a entomolog (* 28. září 1861)
- 6. června – Jelisaveta Načić, srbská architektka (* 31. prosince 1878)
- 17. června – Robert Reininger, rakouský filozof (* 28. září 1869)
- 19. června – Max Pechstein, německý malíř a grafik (* 31. prosince 1881)
- 26. června – Engelbert Zaschka, německý konstruktér vrtulníků (* 1. září 1895)
- 27. června – Martin A. Hansen, dánský prozaik (* 20. srpna 1909)
- 29. června – Gyula Szekfű, maďarský historik a publicista (* 23. května 1883)
- 1. července – Eugen Hoffmann, německý sochař a malíř (* 27. září 1892)
- 5. července – Matúš Černák, slovenský politik a diplomat (* 23. srpna 1903)
- 14. července – Vladimir Bonč-Brujevič, ruský bolševický žurnalista a spisovatel (* 28. června 1873)
- 20. července
  - Calouste Gulbenkian, arménský podnikatel a filantrop (* 23. března 1869)
  - Arthur Roessler, rakouský historik a kritik umění (* 20. února 1877)
- 22. července – Haakon Shetelig, norský archeolog a historik (* 25. června 1877)
- 23. července
  - Cordell Hull, ministr zahraničních věcí USA (* 2. října 1871)
  - Albrecht Rakouský, arcivévoda, syn Bedřicha Rakousko-Těšínského (* 24. července 1897)
- 25. července – Isaak Osipovič Dunajevskij, ruský hudební skladatel a dirigent (* 30. ledna 1900)
- 31. července
  - Robert Francis, americký herec (* 26. února 1930)
  - Zdenka Cecília Schelingová, slovenská sestra (* 24. prosinec 1916)
- 2. srpna – Wallace Stevens, americký básník (* 2. října 1879)
- 12. srpna
  - James Batcheller Sumner, americký chemik, Nobelova cena za chemii (* 19. listopadu 1887)
  - Thomas Mann, německý spisovatel (* 6. červen 1875)
- 17. srpna – Fernand Léger, francouzský malíř a sochař (* 4. února 1881)
- 27. srpna – Joachim Wach, německý religionista, orientalista a historik náboženství (* 25. ledna 1898)
- 31. srpna – Willi Baumeister, německý malíř, scénický výtvarník (* 22. ledna 1889)
- 3. září – Alžběta Alexandrina Meklenbursko-Zvěřínská, oldenburská velkovévodkyně (* 10. srpna 1869)
- 30. září
  - Louis Leon Thurstone, americký psycholog, statistik, psychometrik (* 29. května 1887)
  - James Dean, americký filmový a televizní herec (* 8. února 1931)
- 12. září – Frank Stokes, americký bluesový kytarista (* 1. ledna 1888)
- 4. října – Alexandros Papagos, řecký politik a polní maršál (* 9. února 1883)
- 9. října
  - Theodor Innitzer, vídeňský arcibiskup a rakouský kardinál (* 25. prosince 1875)
  - Henry Evelyn Bliss, americký knihovník (* 28. ledna 1870)
- 18. října – José Ortega y Gasset, španělský filosof, sociolog a esejista (* 9. května 1883)
- 20. října – Ernst Sommer, český, německy píšící spisovatel (* 29. října 1888)
- 24. října – Alfred Reginald Radcliffe-Brown, anglický sociální antropolog (* 17. ledna 1881)
- 1. listopadu – Dale Carnegie, americký spisovatel (* 24. listopadu 1888)
- 2. listopadu – Alfréd Hajós, maďarský architekt a plavec, olympijský vítěz (* 1. února 1878)
- 3. listopadu – Germana Toskánská, rakouská arcivévodkyně a toskánská princezna (* 11. září 1884)
- 5. listopadu – Maurice Utrillo, francouzský malíř (* 26. prosince 1883)
- 7. listopadu – Sergej Josifovič Karcevskij, ruský lingvista (* 28. srpna 1884)
- 12. listopadu – Tin Ujević, chorvatský básník (* 5. července 1891)
- 17. listopadu – Helmuth Weidling, generál dělostřelectva německého Wehrmachtu (* 2. listopadu 1891)
- 27. listopadu – Arthur Honegger, švýcarský hudební skladatel (* 10. března 1892)
- 5. prosince – Glenn Luther Martin, americký průkopník letectví (* 17. ledna 1886)
- 8. prosince – Hermann Weyl, německý matematik, teoretický fyzik a filosof (* 9. listopadu 1885)
- 9. prosince – Alexander Križka, slovenský spisovatel, pedagog, režisér a dramaturg (* 26. března 1903)
- 13. prosince – António Egas Moniz, portugalský neurolog a neurochirurg (* 29. listopadu 1874)
- 15. prosince – Horace McCoy, americký spisovatel a scenárista (* 14. dubna 1897)
- 18. prosince – Luigi Motta, italský spisovatel (* 11. července 1881)
- ? – George Henry Seeley, americký fotograf a malíř (* 1880)

## Hlavy států
- Československo – Antonín Zápotocký (1953–1957) (premiér Viliam Široký 1953–1963)
- Čína – Mao Ce-tung (1949–1976)
- Dánsko – Frederik IX. (1947–1972)
- Francie – René Coty (1954–1959)
- Itálie – Luigi Einaudi (1948–1955) / Giovanni Gronchi (1955–1962)
- Japonsko – Hirohito (1926–1989)
- Maďarsko – István Dobi (1952–1967)
- Německá demokratická republika – Wilhelm Pieck (1949–1960)
- Nizozemsko – Juliána Nizozemská (1948–1980)
- Rakousko – Theodor Körner (1951–1957) (kancléř Julius Raab 1953–1961)
- Řecko – Pavel I. (1947–1964)
- Sovětský svaz – Nikita Sergejevič Chruščov (1953–1964)
- Spojené království – Alžběta II. (1952–2022) (premiér Winston Churchill 1951–1955 / Anthony Eden 1955–1957))
- Spolková republika Německo – Theodor Heuss (1949–1959) (kancléř Konrad Adenauer 1949–1963)
- Španělsko – Francisco Franco (1939–1975)
- Švédsko – Gustav VI. Adolf (1950–1973)
- Turecko – Celâl Bayar (1950–1960)
- USA – Dwight D. Eisenhower (1953–1961)
- Vatikán – Pius XII. (1939–1958)

### Digitální archivy k roku 1955
- Československý filmový týdeník v archivu České televize – rok 1955
- Dokumentární cyklus České televize Retro – rok 1955
- Pořad stanice Český rozhlas 6 Rok po roce – rok 1955
- Rudé právo v archivu Ústavu pro českou literaturu – ročník 35 rok 1955